# Panzerzug

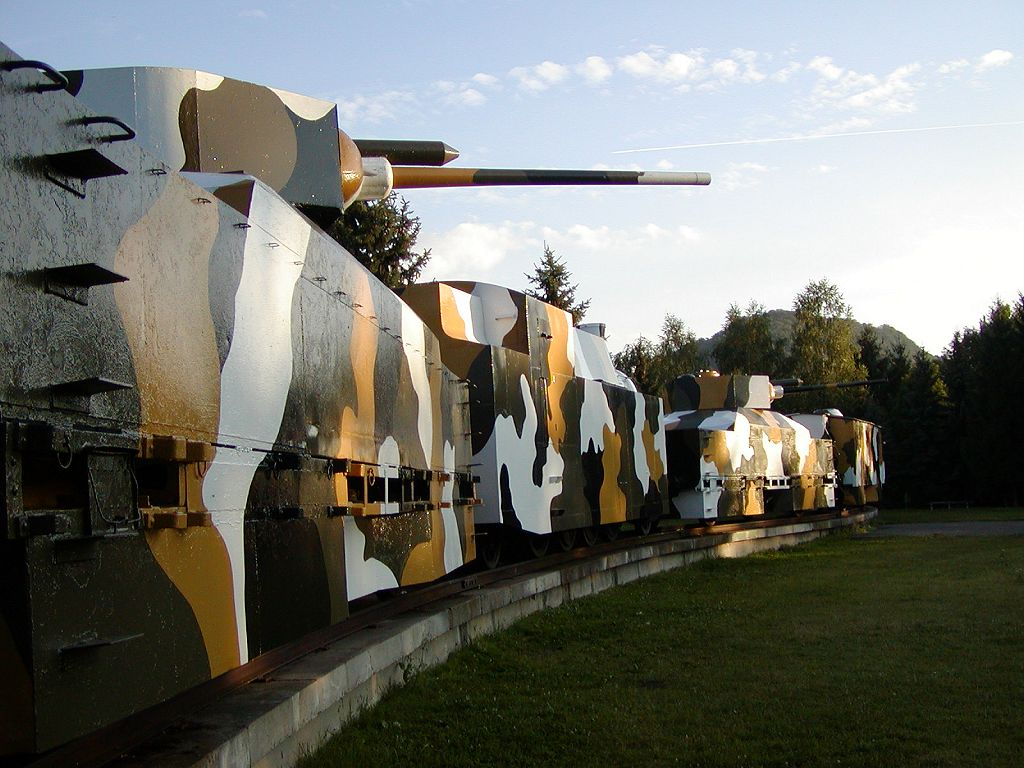
Für einen Film hergestellte Nachbildung des Panzerzugs „Hurban“, der im Slowakischen Nationalaufstand 1944 zum Einsatz kam, in einem Park in Zvolen. Zwei Originalwagen befinden sich im Museum des Slowakischen Nationalaufstands in Banská Bystrica.

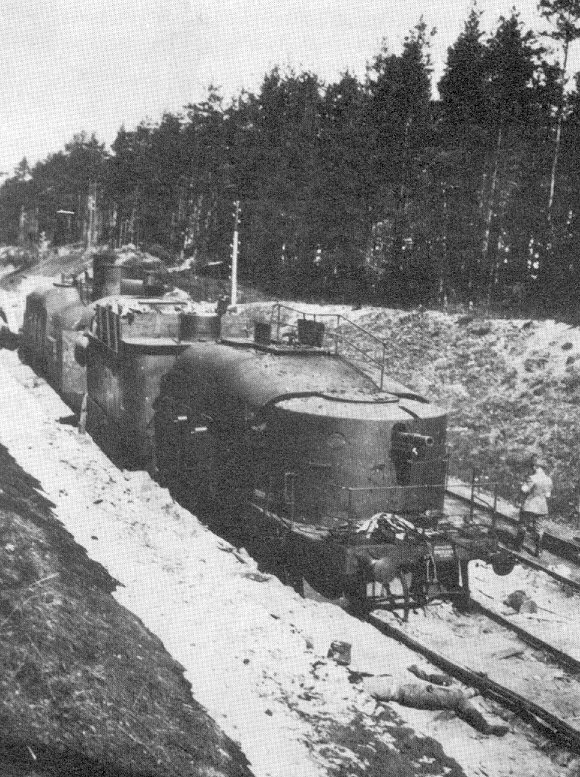
Panzerzug der Roten Garden im Finnischen Bürgerkrieg, 1918

Ein Panzerzug ist ein mit Eisenbahntruppen bemanntes  Militärbahnfahrzeug.  Die gegen Beschuss gepanzerten Sonderfahrzeuge und Kriegslokomotiven wurden mit diversen Waffensystemen zur Flugabwehr, Artillerie, zur Kommunikation, zur Führung, zur Versorgung und für Sanitätswesen ausgestattet. Panzerzüge wurden hauptsächlich in der ersten Hälfte des 20. Jahrhunderts eingesetzt, im Ersten Weltkrieg, im Russischen und Chinesischen Bürgerkrieg und in der Sowjetunion während des Zweiten Weltkriegs. Erste Einsätze mit gepanzerten Zügen wurden während des Amerikanischen Bürgerkrieges erprobt. Im 21. Jahrhundert kamen Panzerzüge erneut beim Russisch-Ukrainischen Krieg zum Einsatz. Zum Selbstschutz mit Panzerung versehene Personenwagen oder ganze Zuggarnituren werden fälschlich gelegentlich ebenfalls als Panzerzug bezeichnet.

## Geschichte

### 19. Jahrhundert
Gepanzerte und bewaffnete Züge wurden im 19. Jahrhundert im Amerikanischen Bürgerkrieg (1861–1865), im Deutsch-Französischen Krieg (1870–1871), im Ersten Burenkrieg und im Zweiten Burenkrieg (1880–1881 und 1899–1902) eingesetzt. Während des Zweiten Burenkrieges reiste Winston Churchill als Kriegsberichterstatter in einem gepanzerten Zug, der am 15. November 1899 von einem Burenkommando unter Führung von General Louis Botha überfallen wurde. Die Buren nahmen Churchill gefangen und eroberten Material des Zuges.

Frühe Panzerzüge
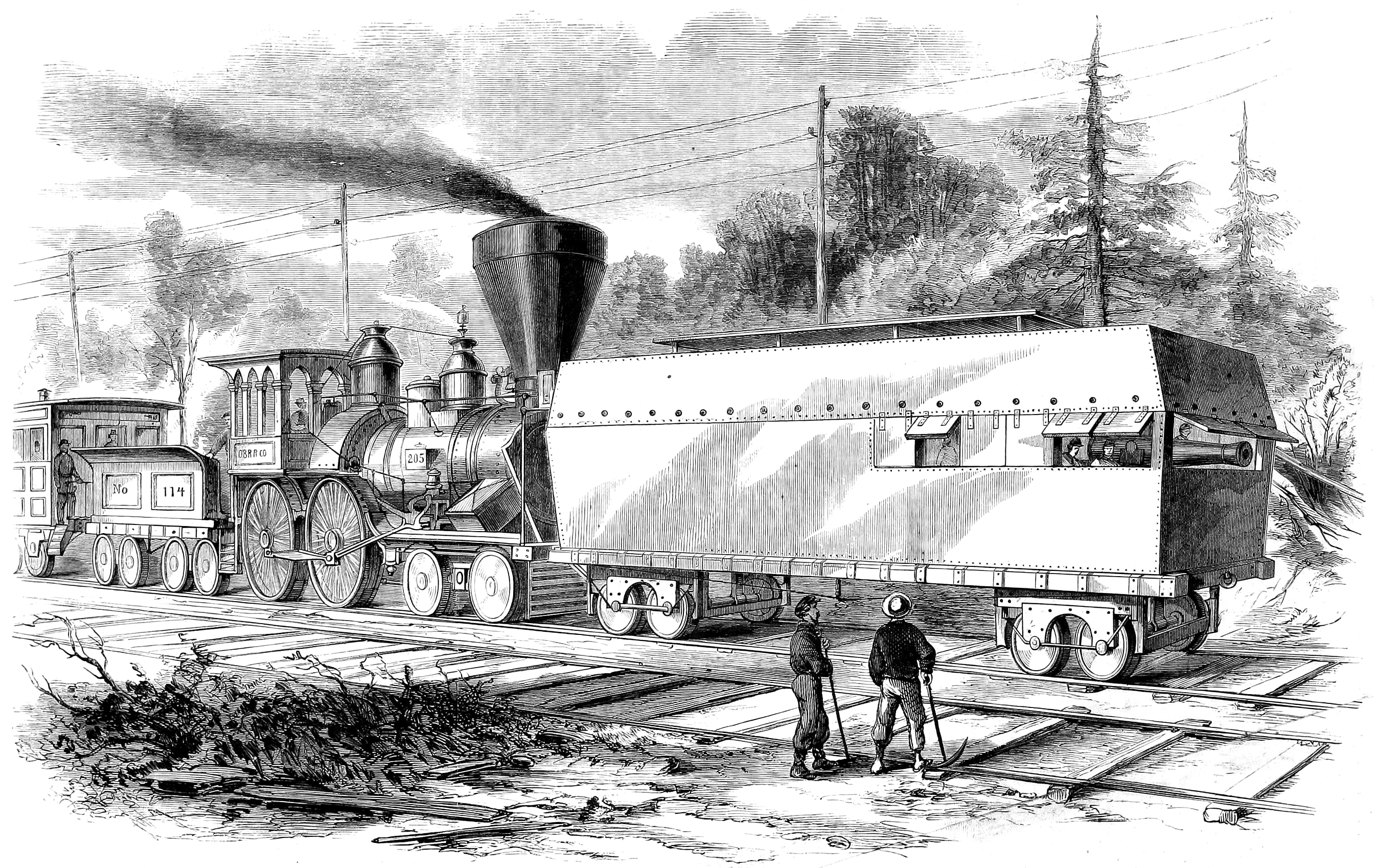
Panzerzug mit „Railroad battery“ im Amerikanischen Bürgerkrieg (1861)
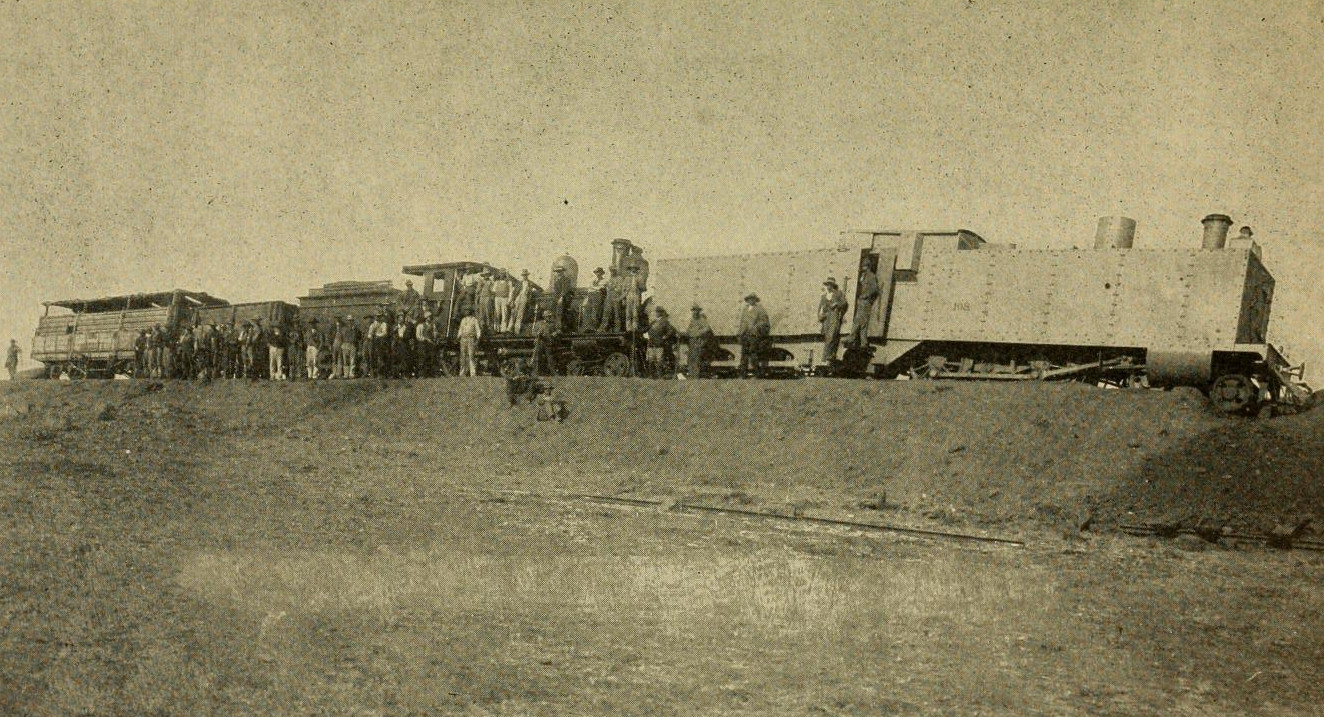
Entgleister Panzerzug im Burenkrieg (1889)

### 20. Jahrhundert
Anfang des 20. Jahrhunderts setzte Russland während des Russisch-Japanischen Krieges gepanzerte Züge ein. Gepanzerte Züge wurden auch während der Mexikanischen Revolution (1910–1920) und des Ersten Weltkriegs (1914–1918) eingesetzt. Die intensivste Nutzung von Panzerzügen fand während des russischen Bürgerkriegs (1918–1920) statt.
Im Verlauf des Kapp-Putsches setzte die Reichswehr im März 1920 ihre rund 40 Panzerzüge ein. So wurde der PZ IV vom Übungsplatz Kummersdorf zunächst nach Berlin verlegt, wo er bis Ende des Monats gegen Arbeiterverbände zum Einsatz kam. Anschließend wurde er in das Ruhrgebiet gebracht, wo sich die Reichswehr schwere Kämpfe mit Arbeitertruppen lieferte. Ende 1920 kehrte er nach Kummersdorf zurück und wurde gemäß den Friedensbestimmungen von Versailles wie die anderen Panzerzüge demontiert.
Im spanischen Bürgerkrieg wurden gepanzerte Züge kaum genutzt. Im Zweiten Weltkrieg (1939–1945) wurden zahlreiche dieser Züge gebaut und genutzt. Vom französischen Militär wurden sie während des Ersten Indochinakriegs (1946–1954) genutzt. Während der Zeit des Kalten Krieges gab es in verschiedenen Ländern Material mit gepanzerten Zügen. Während der Jugoslawienkriege der 1990er Jahre kamen solche Züge zum Einsatz.

Panzerzüge im 20. Jahrhundert
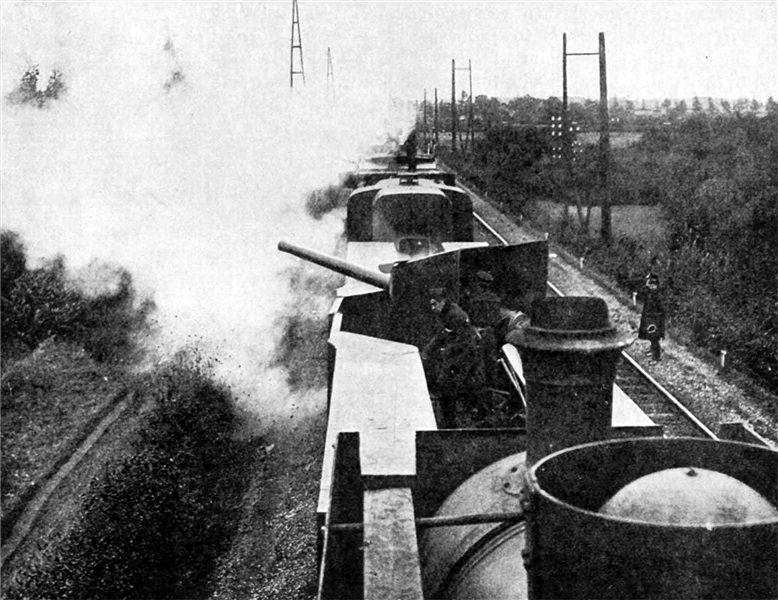
Belgischer Panzerzug im Gefecht, 1914
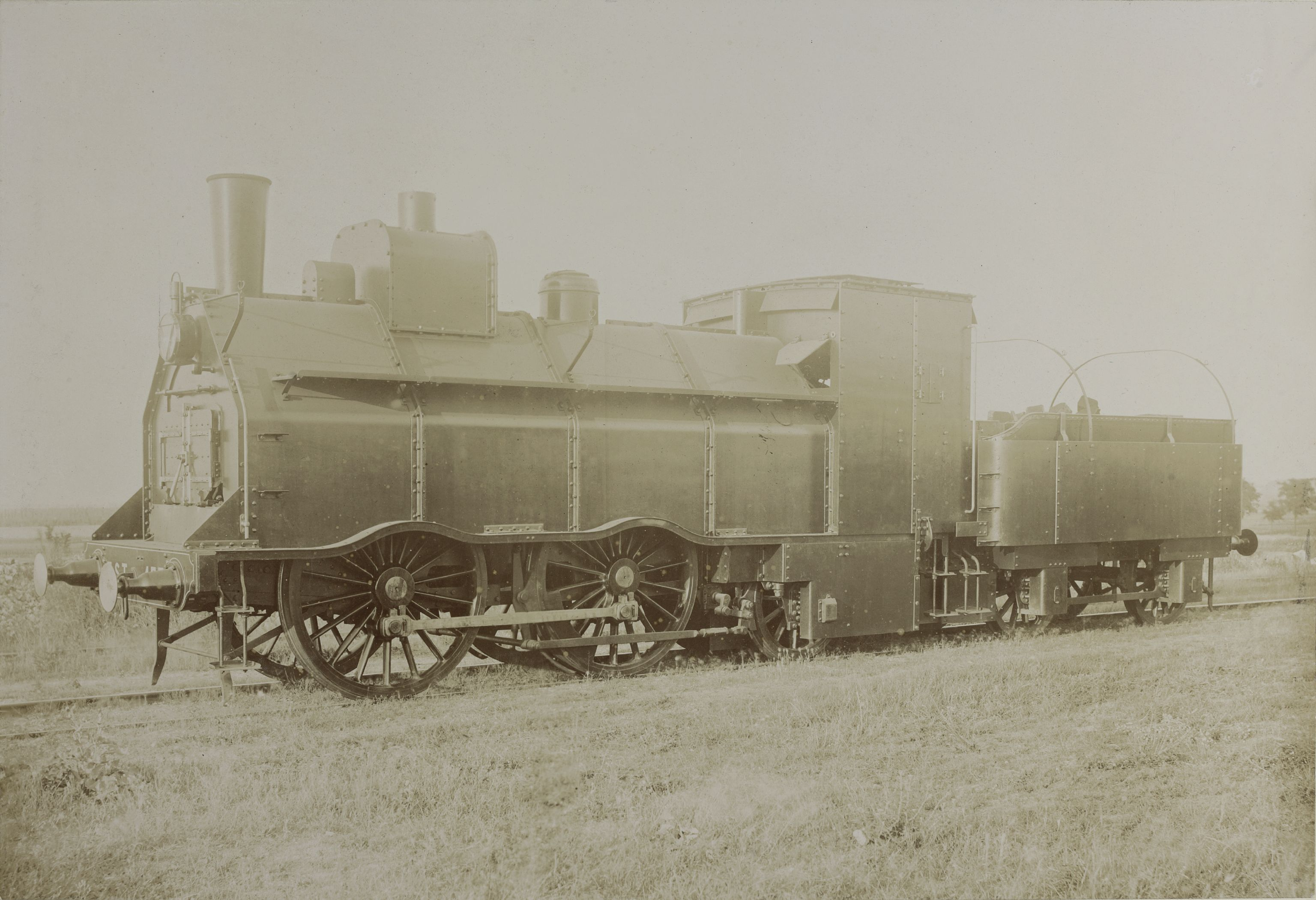
Panzerlokomotive der Chemins de fer de l’Est, 1914
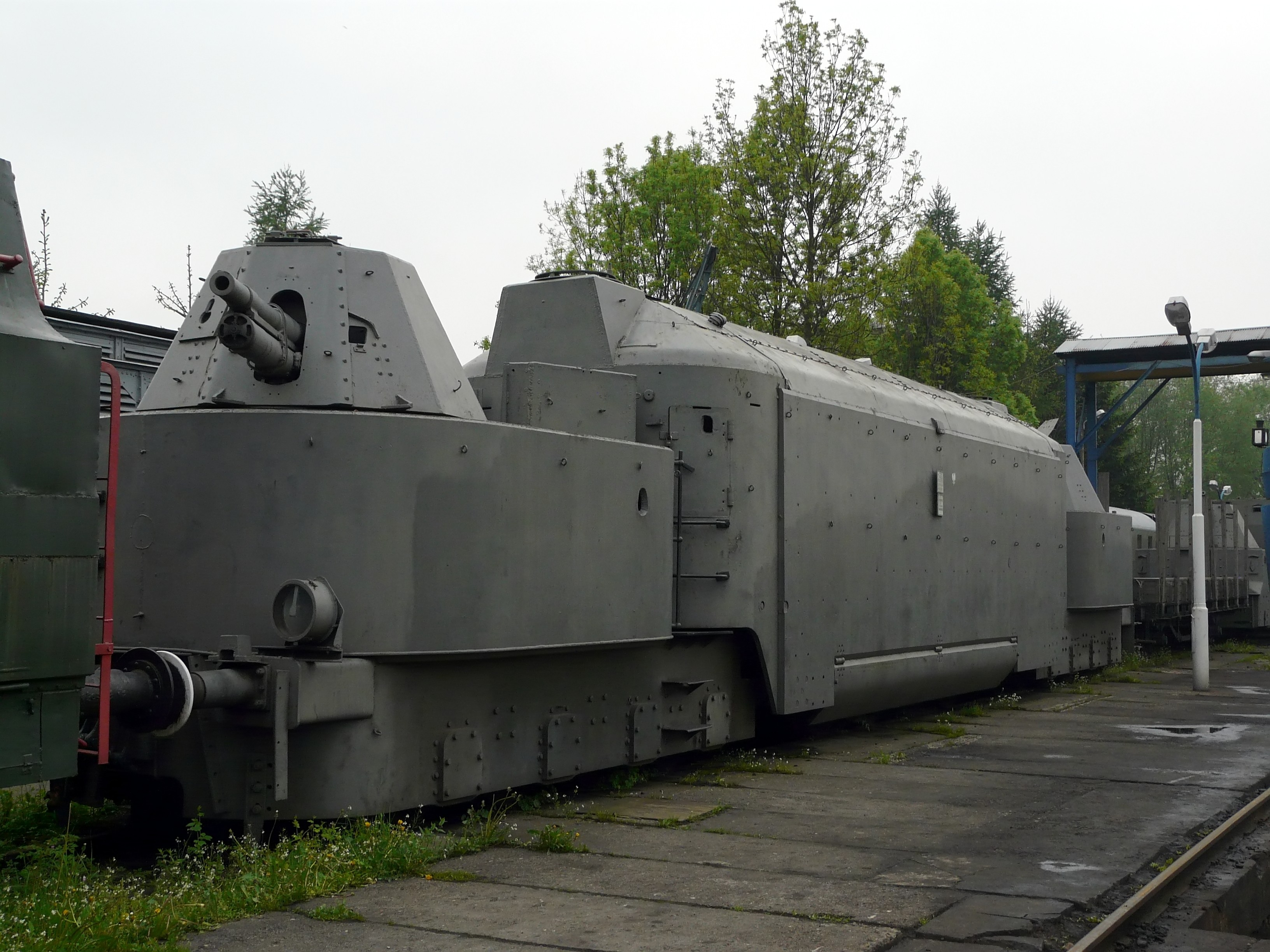
Panzertriebwagen Nr. 16 in Chabówka n. Rabka-Zdrój (Polen)

### 21. Jahrhundert
Im Rahmen des Russisch-Ukrainischen Krieges wurde verschiedentlich über den Einsatz von bewaffneten Panzerzügen durch die russische Armee berichtet. Teilweise wurden die Lieferungen zur Kriegslogistik mit Panzerzügen geschützt. Auch Züge mit Abschussvorrichtungen, die den ehemals bekannten Eisenbahnraketenkomplexen ähneln sollen, wurden in Verkehr gebracht. Der russische Präsident Wladimir Putin nutzte 2022/23 zum persönlichen Schutz einen Zug mit gepanzerten Personenwagen bei seinen Reisen.

## Panzerzug-Typen
1. der Panzerzug im Fronteinsatz mit granatsicherer Panzerung, panzerbrechenden und Flugabwehrwaffen
2. der Panzerzug als Streckenschutzzug (zum Einsatz im eigenen Hinterland) mit kugel- bzw. splittersicherer Panzerung, Maschinengewehren, etwa 100 Mann ausbootbarer Infanterie (die ihrerseits wieder schwere Maschinengewehre und Granatwerfer besitzt) und ablastbaren leichten Panzern zur Verfolgung von Feinden abseits der Gleise
3. der Panzerspähzug als Sonderform des Streckenschutzzuges, zusammengesetzt aus mehreren kugelsicher gepanzerten Wagen mit Maschinengewehren (auch zur Fliegerabwehr) als Bewaffnung und eigenem Motor. Die Bezeichnung Spähzug ist irreführend, denn diese Züge handelten nicht als Späher (Aufklärer), sondern bewährten sich im eigenen Hinterland wegen der enormen Deckungsbreite, wenn der Zug in Einzelfahrzeuge aufgelöst wurde.

Front- und Streckenschutzzüge fuhren mit Dampflokomotiven, Spähzüge mit Dieselmotoren. Ein Beispiel für einen Streckenschutzzug ist der Eisenbahn-Panzerzug 21, der – aus polnischen Beutewagen zusammengestellt – in den Jahren 1940 bis 1944 von der deutschen Wehrmacht eingesetzt wurde.

## Zweck von Panzerzügen
Panzerzüge sind naturgemäß an das Streckennetz der zivilen Eisenbahn gebunden. Die Verbindung von schwerem Gewicht der Antriebsmaschinen und der Wunsch nach schnellem Transport von Gütern und Waren erforderte eine glatte Bahn (aus Schienen), auf welcher die schweren Lokomotiven und Wagen schnell größere Entfernungen zurücklegen konnten. Während des 19. Jahrhunderts brachte die Industrialisierung eine großzügige Entwicklung des Schienenverkehrsnetz mit sich. Aus den Konflikten dieser Zeit erwuchs die Erkenntnis, dass der Schutz der Antriebsmaschinen vor Beschuss sich gut mit dem Schutz der transportierten Personen und Waffen kombinieren ließ und so entstanden in Kriegszeiten gepanzerte Ausführungen normaler Züge.
Einen hohen Nutzen hatten Panzerzüge insbesondere, wenn es darum ging Verkehrsachsen zu kontrollieren und die Haltepunkte der Bahnlinien, in der Regel Städte zu erobern und zu besetzen. Hierdurch wurde der Gegner von den eigenen Versorgungslinien abgeschnitten und in seiner Bewegungsfreiheit beschränkt. Dies erklärt, warum während des Ersten Weltkrieges auf dem westlichen Kriegsschauplatz keine Bedeutung hatten, da die Front im Stellungskrieg gefangen war und großräumige Bewegungen nicht stattfanden. Die spezielle Charakteristik der Geographie Russlands, beziehungsweise der Sowjetunion, mit großen Entfernungen und hoher Abhängigkeit von den Eisenbahnverbindungen stellte während der russischen Revolution 1918 bis 1920 ein ideales Szenario für den Einsatz von Panzerzügen dar. Wie Kriegsschiffe konnten einzelne Panzerzüge große Bereiche unter Kontrolle bringen, ohne selber sehr gefährdet zu sein, da in den Zügen verhältnismäßig große Mengen an Munition und Versorgungsgütern mitgeführt werden konnten.
Diese Rolle nahmen Panzerzüge im Zweiten Weltkrieg erneut ein, doch war eine neue Gefahr für Eisenbahn und Panzerzüge entstanden. Die technische Entwicklung hatte die Luftstreitkräfte zu einem neuen starken Gegner für Panzerzüge gemacht. So fielen zu Beginn des Zweiten Weltkriegs viele gegnerische Panzerzüge der deutschen Luftwaffe zum Opfer. Diese waren zum einen nicht mit ausreichend wirksamen Flugabwehrwaffen versehen und zum anderen hatte die deutsche Luftwaffe zu Beginn des Krieges vielfach eine überragende Luftüberlegenheit.
Erst die extreme Ausdehnung des von den Achsenstreitkräften beherrschten Raums und die hierdurch entstehenden langen Verkehrswege machten den Einsatz von Panzerzügen wieder effizient. Im Hinterland waren diese nicht der starken Bedrohung durch Panzerkampfwagen ausgesetzt und zumeist war auch das Risiko der Luftangriffe geringer.
Nachdem die Lage auf den europäischen Kriegsschauplätzen für die Achsenstreitkräfte schwierig wurde, mussten Panzerzüge auch (im Fronteinsatz) durchgebrochene feindliche Truppen abwehren. Hierbei konnten diese jedoch zumeist nicht gegen moderne Panzer und Geschütze bestehen, da sie ein großes leicht zu treffendes Ziel darstellten und durch die Zerstörung der Schienen schnell bewegungsunfähig gemacht werden konnten.
In der Zeit nach dem Zweiten Weltkrieg sank die Bedeutung von Panzerzügen kontinuierlich und der Rückbau des Streckennetz verstärkte diesen Effekt.

## Wichtigste Wagen in einem Panzerzug

### Abstoßwagen
Abstoßwagen dienten dazu, den Panzerzug vor Minen oder Entgleisung zu schützen und Gefahren vor den wichtigen Wagen zu beseitigen. Zusätzlich dienten sie zum Transport von Material wie Schienen, Bahnschwellen, Fahrrädern oder sonstigem Material. Abstoßwagen waren meistens zwei- oder vierachsige Flachwagen. Die Bezeichnung Abstoßwagen entstand dadurch, weil dieser Wagen kein Hochwertfahrzeug des Zuges war und somit leicht und schnell vom Panzerzug abgestoßen und zurückgelassen werden konnte.

### Artilleriewagen / Kanonenwagen
Die Artilleriewagen in den Panzerzügen waren und sind von unterschiedlichster Bauart. Sie reichen von kleinen, zweiachsigen Wagen mit einer nur grob nach vorne gerichteten Kanone bis hin zu modernen, vierachsigen Wagen mit zwei Kanonen in drehbaren Türmen. Dabei kommen unterschiedlichste Kaliber zum Einsatz. Sie können für einen direkten Beschuss oder auch indirekten Beschuss eingesetzt werden.

### Flakwagen
Flakwagen dienten zur Verteidigung des Panzerzuges gegen feindliche Flugzeuge. Gab es zu Beginn der Panzerzugzeiten nur MG-Lafetten in den Sturmwagen, so wurden später spezielle Wagen zur Aufnahme von Flugabwehrkanonen gebaut. Auch die Ausstattung dieser Wagen war unterschiedlich. So gab es Wagen mit kleineren Maschinengewehren, aber auch solche, welche zwei großkalibrigere Kanonen tragen konnten.

### Kommandowagen
Kommandowagen waren entweder ehemalige gedeckte Güterwagen oder umgebaute Personenwagen. Sie erhielten Platz für Funkgeräte und Generatoren für einen autarken Betrieb. Zur Verstärkung der Sendeleistung wurden oftmals Rahmenantennen auf das Dach aufgebaut.

### Maschinengewehrwagen
Einige Wagen in einem Panzerzug waren Maschinengewehrwagen, welche in erster Linie zur Nahverteidigung des Panzerzuges dienten. Die waren mit mehreren Maschinengewehren zu beiden Seiten ausgerüstet. Viele Wagen besaßen auch Flugabwehr-Maschinengewehre.

### Sturmwagen / Infanteriewagen
Sturmwagen von Panzerzügen dienen zum Transport von Infanterie-Sturmzügen. Sie waren entweder ehemalige gedeckte Güterwagen oder umgebaute Personenwagen. An den Seiten wurden entweder die Fenster entfernt oder so weit verkleinert, dass man sie als Schießscharten nutzen konnte.

## Panzerzüge nach Ländern

### China
Während der Mandschurei-Krise nutzte die Kwantung-Armee am 27. November 1931 mehrere Panzerzüge als Hauptangriffsmittel gegen die Region Jinzhou, zu deren Verteidigung die chinesischen Kräfte wiederum einen eigenen Panzerzug entgegenschickten. Die beiden Panzerzüge trafen sich und führten ein mehrstündiges, erbittertes Gefecht auf demselben Gleis.

### Deutschland
Der erste improvisierte Eisenbahnpanzerzug von Zülow wurde im Jahr 1904, während des Aufstandes der Herero in Deutsch-Südwestafrika eingesetzt.
Im Laufe der Zeit setzten die deutschen Armeen Panzerzüge in unterschiedlichster Form und Ausprägung ein. Die meisten, von Deutschland eingesetzten Panzerzüge wurden während des Zweiten Weltkrieges eingesetzt, wo die Wehrmacht ein einheitliches Konzept für Panzerzüge (BP 42) entwickelte.

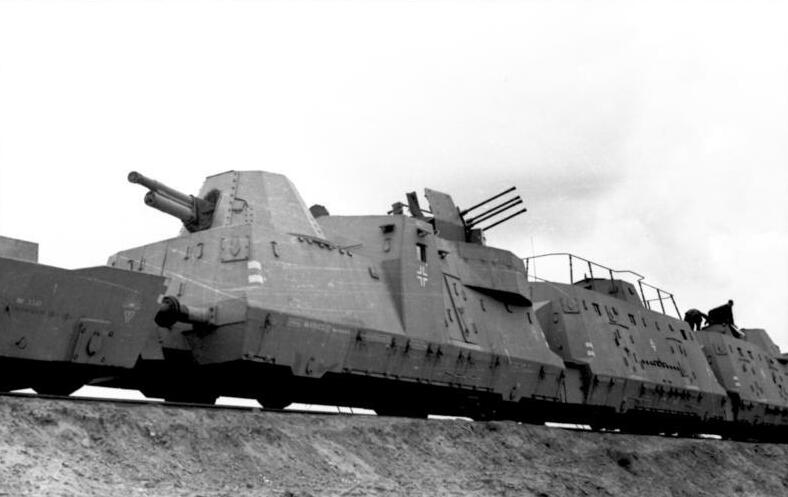
Kanonen- und Flakwagen eines Panzerzug BP 42 oder 44 an der Ostfront.
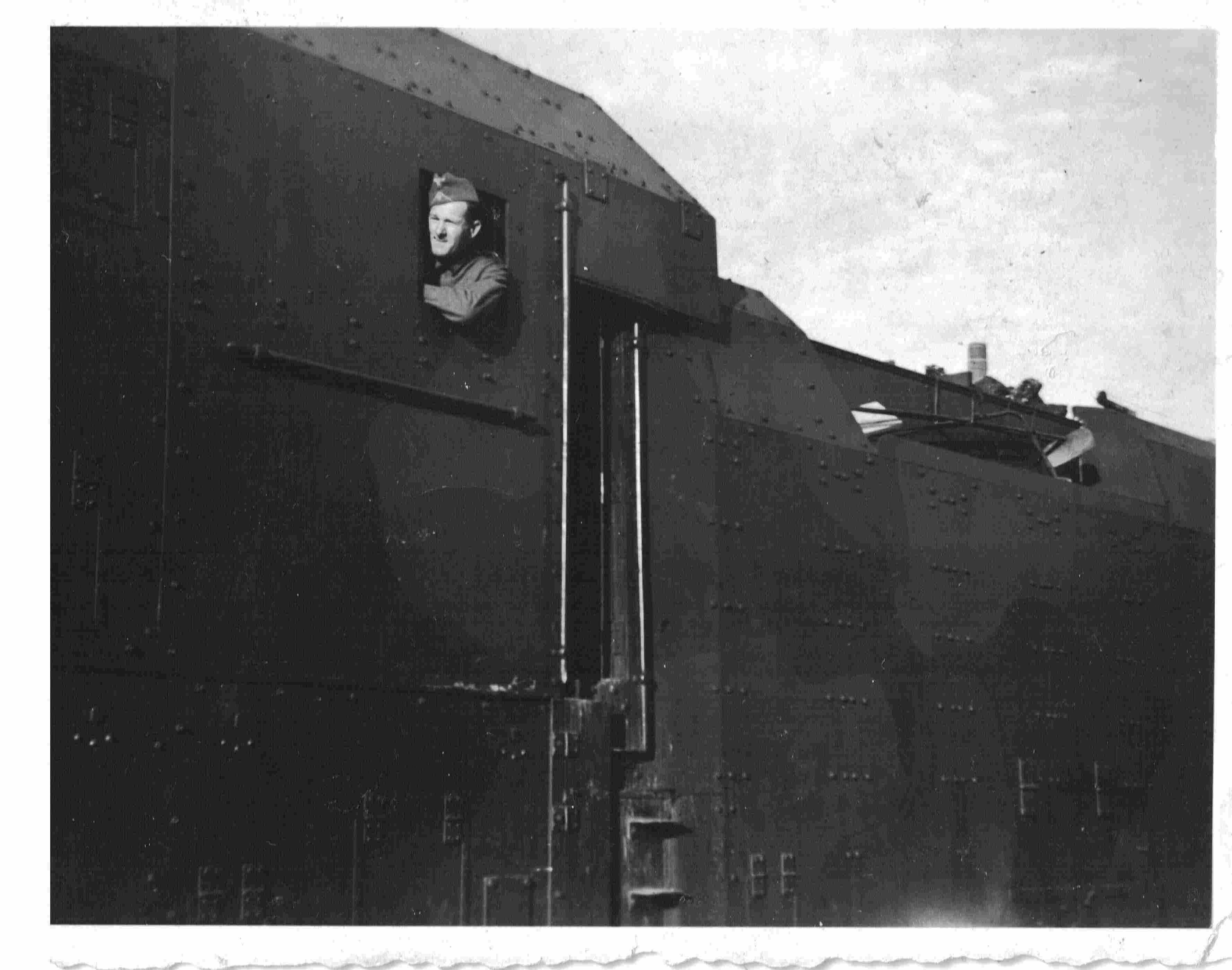
Deutscher Panzerzug, 1938

### Frankreich
Während des Krieges in Indochina, nutze die Légion étrangère einen Panzerzug, um die Versorgung der Küstenstädte sicherzustellen. Der Panzerzug La Rafale wurde bis zum Ende des Krieges eingesetzt und dann an Südvietnam übergeben, welche ihn aber nicht weiter nutzte und ausmusterte.

### Estland
Während des Estnischen Freiheitskriegs setzte die Armee mehrere Schmal- und Breitspur-Panzerzüge ein. Die waren
- Schmalspur
  - Schmalspur-Panzerzug 1
  - Schmalspur-Panzerzug 2
  - Schmalspur-Panzerzug 3
  - Schmalspur-Panzerzug 4
  - Schmalspur-Panzerzug 5

- Breitspur
  - Breitspur-Panzerzug 1
  - Breitspur-Panzerzug 2
  - Breitspur-Panzerzug 3
  - Breitspur-Panzerzug 4
  - Breitspur-Panzerzug 5
  - Breitspur-Panzerzug 6

### Großbritannien
Die British Army setzte während des Zweiten Weltkriegs auf der Romney, Hythe and Dymchurch Railway, einer in der Spurweite von 381 Millimetern erbauten Liliputbahn an der südenglischen Küste, den wahrscheinlich kleinsten je gebauten Panzerzug als Streckenschutzzug ein. Er diente dem Schutz des breiten, als möglicher Landungsplatz für eine deutsche Invasion eingeschätzten Küstenstreifens vor der flachen Romney Marsh.

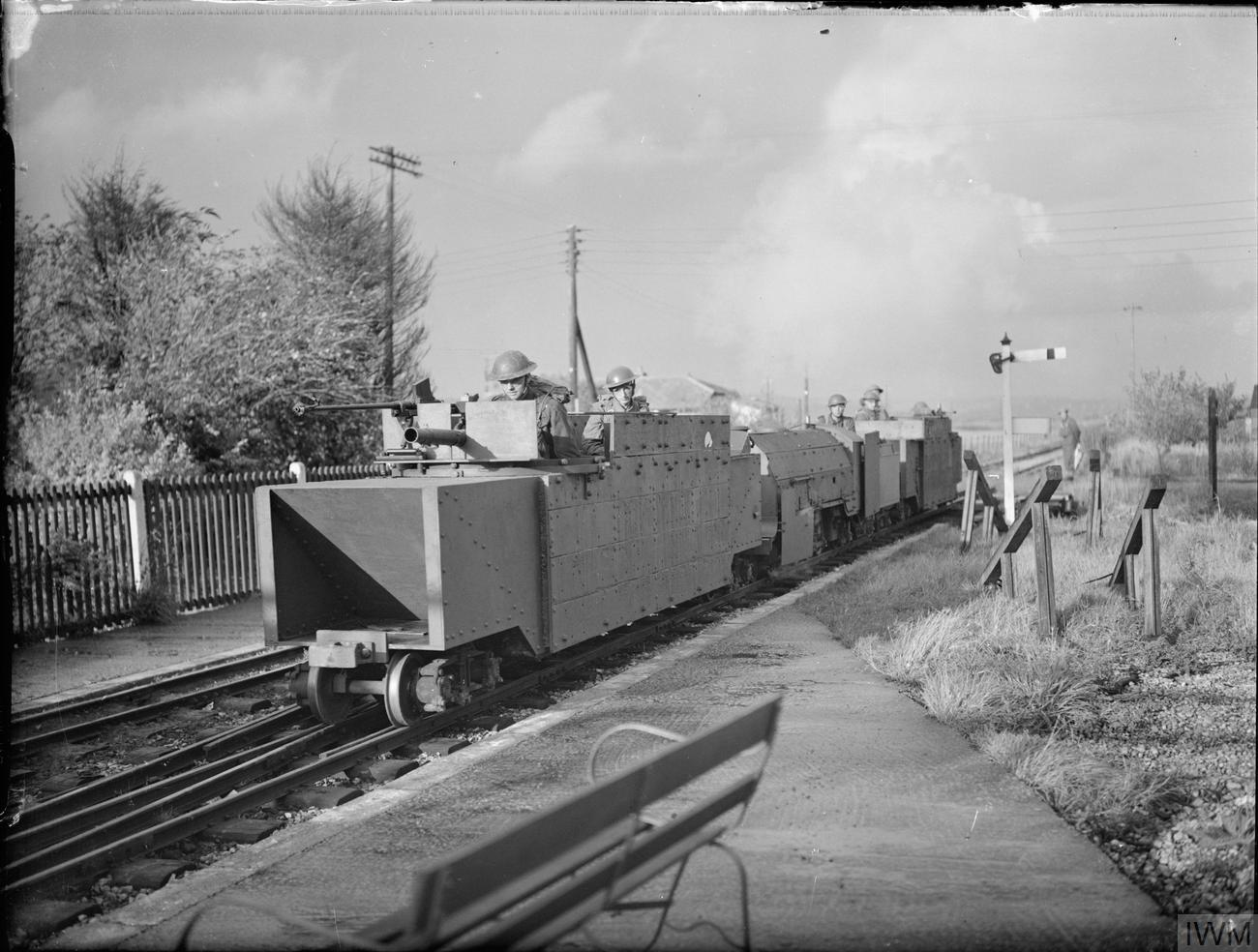
Der Miniaturpanzerzug der englischen Romney, Hythe and Dymchurch Railway, Oktober 1940

### Japan
Aus Japan sind Zweiwegefahrzeuge wie der Breitspur-Triebwagen Typ 91 bekannt, die auch für Panzerzüge genutzt wurden.

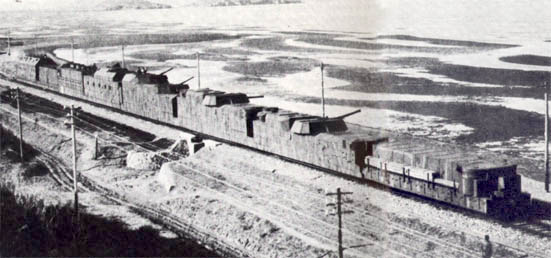
Panzerzug Typ 94
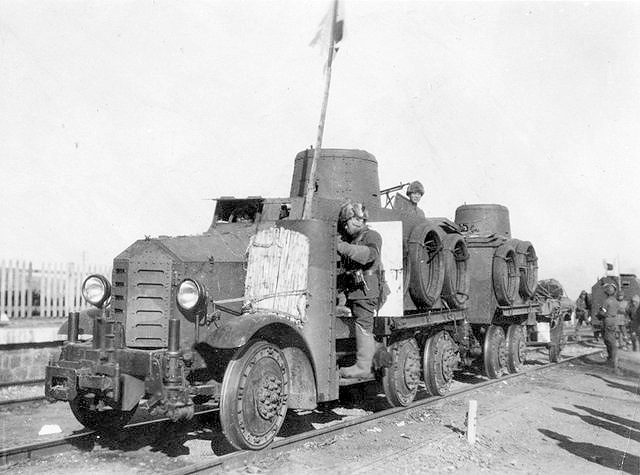
Breitspur-Triebwagen Typ 91

### Kanada
Nachdem während des Zweiten Weltkriegs die japanischen Streitkräfte im Juni 1942 die Aleuten besetzt hatten, erachtete Kanada den abgelegenen Abschnitt der Canadian-National-Railway-Strecke entlang des Unterlaufs des Skeena River als bedroht. Die kanadische Armee ließ daraufhin auf dem 150 km langen Abschnitt zwischen Prince Rupert und Terrace einen aus sieben Wagen bestehenden Panzerzug patrouillieren. Ab September 1942 wurde er von einer Sektion der ersten Streckendiesellokomotive Nordamerikas, der CNR 9000, gezogen, die im Mai 1942 in der Werkstatt Transcona in Winnipeg eine Panzerung erhalten hatte. Ihr Erscheinungsbild wurde so geändert, dass sie einem gedeckten Güterwagen glich und bei einem Luftangriff nicht als Lokomotive hätte erkannt werden sollen. Der geheime Panzerzug verkehrte unregelmäßig vom Juli 1942 bis September 1943.

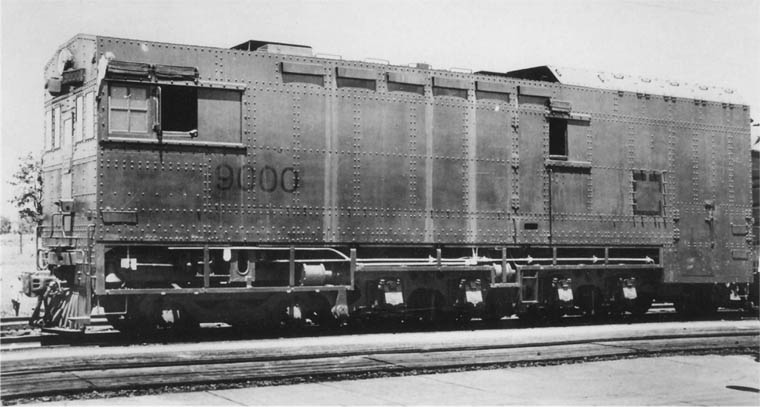
Gepanzerte kanadische CNR 9000 des Panzerzug No. 1

### Kroatien
Während des Jugoslawienkriege wurde von Kroatien 1991 ein Panzerzug in Split gebaut.

### Österreich-Ungarn
Bei Kriegsausbruch 1914 verfügte Österreich-Ungarn über keine Panzerzüge. Allerdings wurden schon wenige Wochen später in Galizien und Wolhynien von den dort eingesetzten Eisenbahn-Kompanien mehrere Züge zu improvisierten Panzerzügen umgebaut. Einer der ersten improvisierten Panzerzüge war der Panzerzug Schober von der k. u. k. 15. Eisenbahnkompanie, welcher im September 1914 fertiggestellt wurde.
Ab Oktober 1914 veranlasste das k.u.k. Kriegsministerium die Werkstätten in Budapest-Nord der königlich ungarischen Staatseisenbahnen mit dem Bau von insgesamt sechs Panzerzügen (I. bis VI.). Jeder dieser Züge wurde mit einer ungarischen Dampflokomotive der Baureihe 377 und zwei Maschinengewehrwagen ausgerüstet. Jeweils einer dieser Wagen war handgebremst (Baureihe 140) und die andern Wagen gehörten der ungebremsten Baureihe S 148 bis S 150 an. Bei diesen Wagen wurde ein Wasserbehälter mit einem Fassungsvermögen vom 4 m³ eingebaut. Dieser verfügte über einen gepanzerten Schlauch, der mit der Panzerlokomotive verbunden war. Weiterhin wurden in diesen Wagen 500 kg Kohle mitgeführt. Damit erweiterte sich der Einsatzradius des Zuges um 100 km.

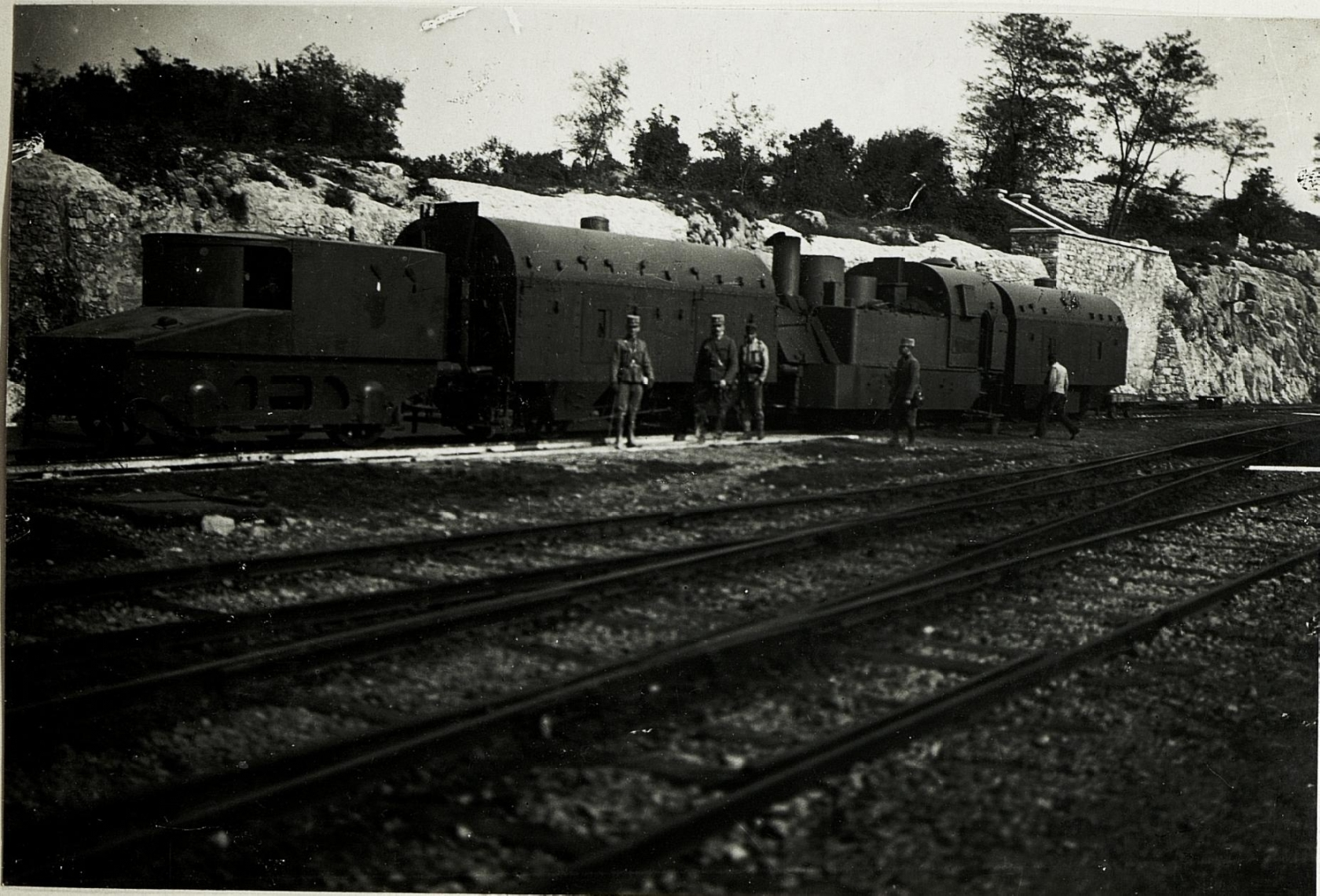
Panzerzug I.
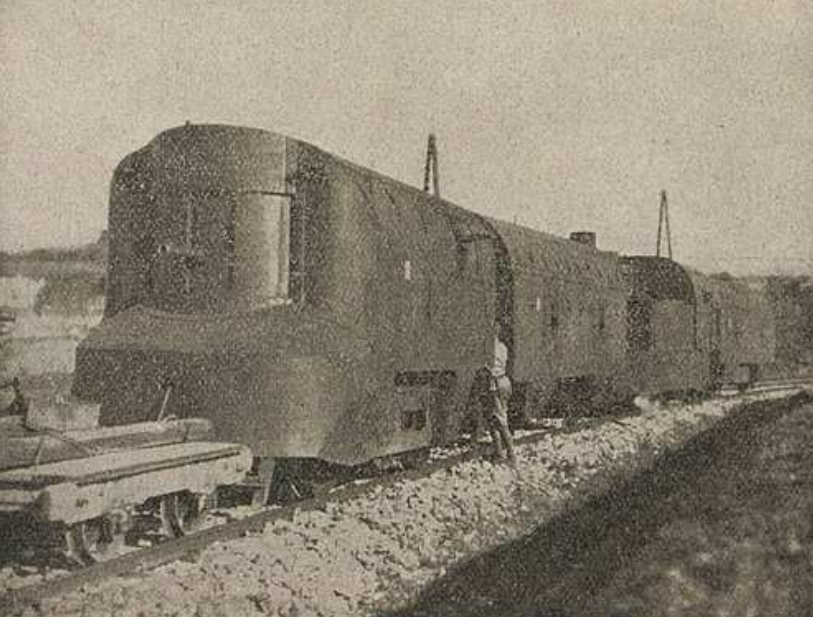
Panzerzug II.
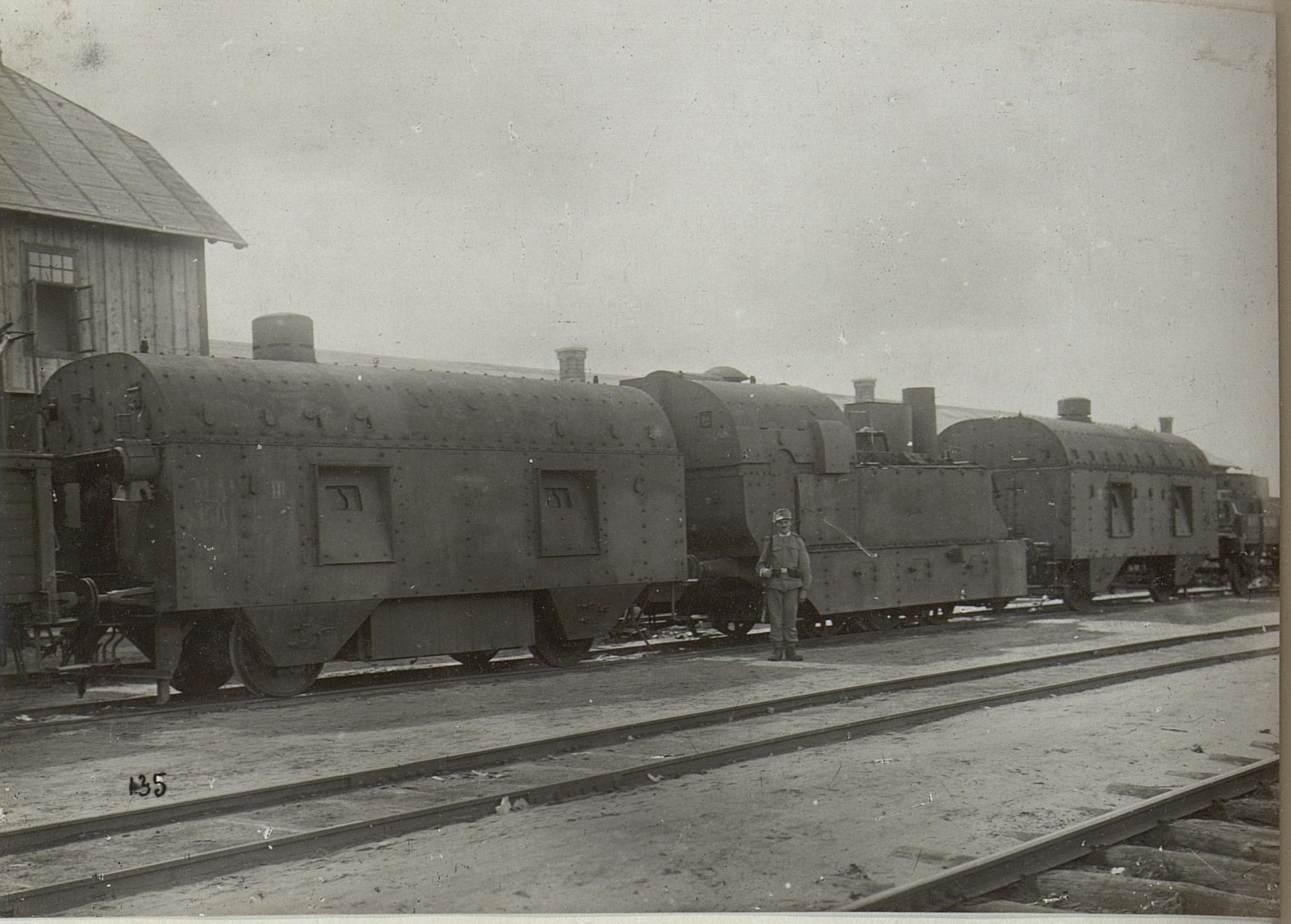
Panzerzug III.
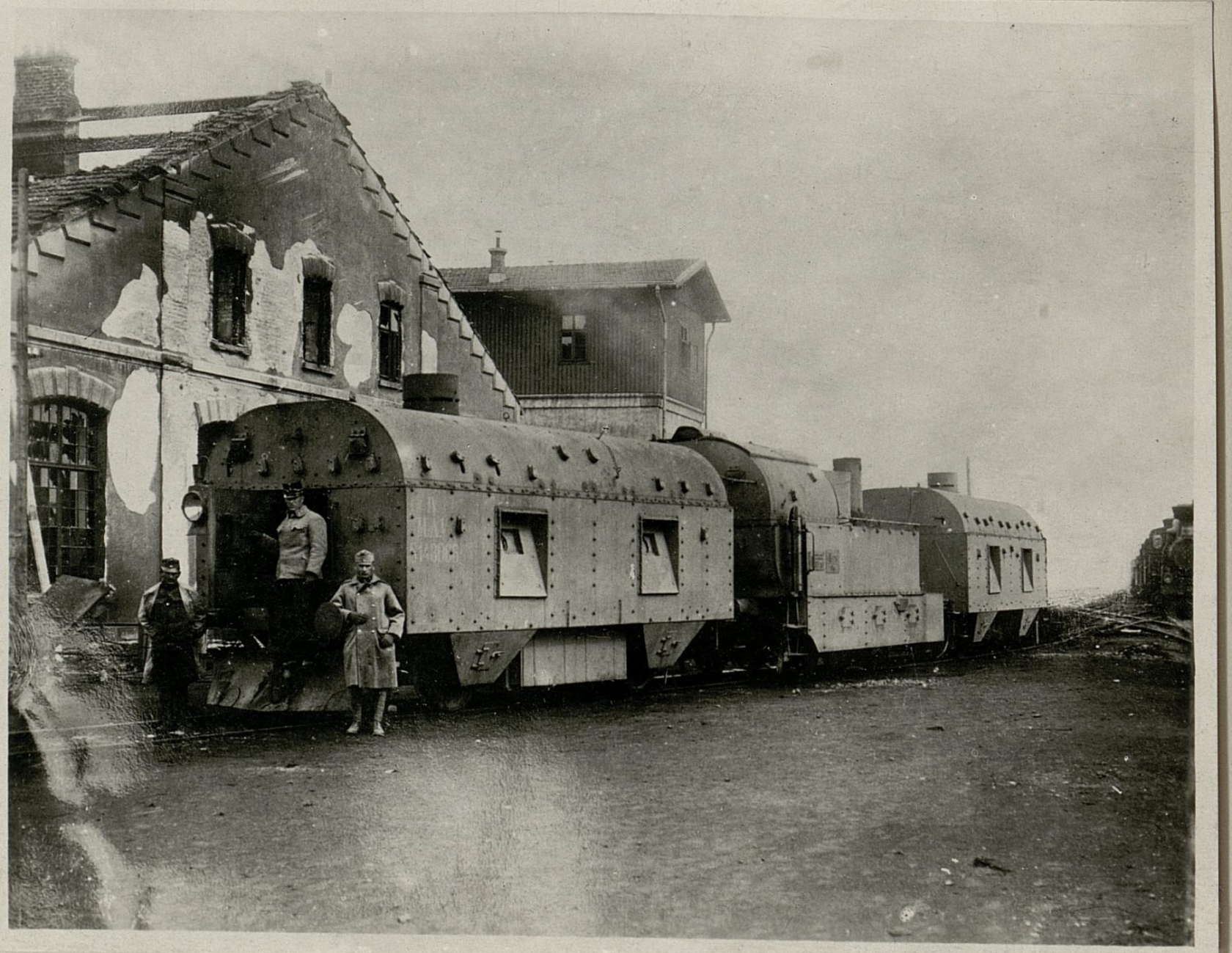
Panzerzug IV.
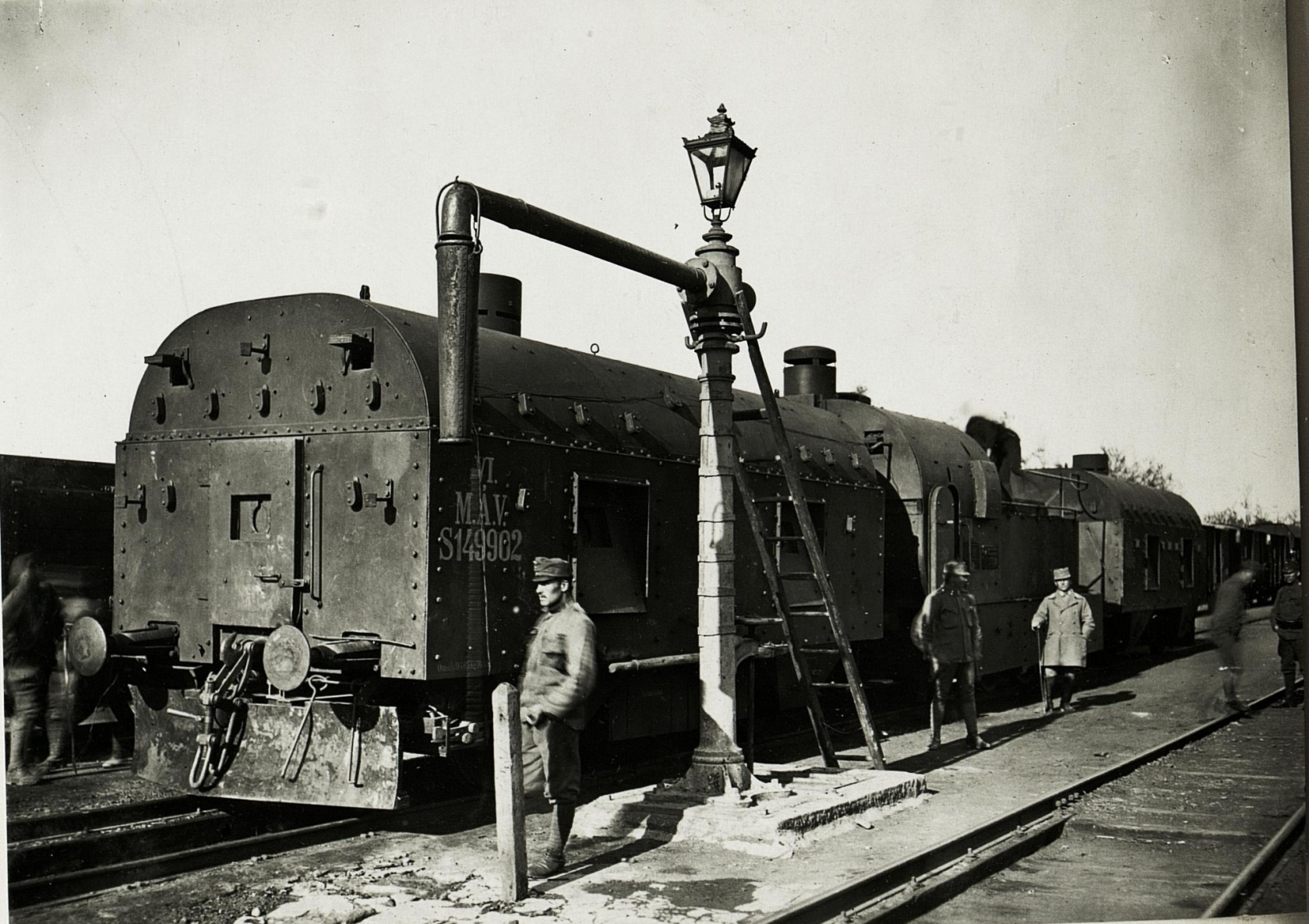
Panzerzug VI.

Zum Jahreswechsel 1914/1915 erkannte man, dass nur mit Maschinengewehren bestückte Wagen nicht mehr ausreichten. Aus diesem Grund wurden zwei weitere Panzerzüge (VII. und VIII.) in Auftrag gegeben. Bei einem Maschinengewehrwagen  und zwei Dampflokomotiven der Baureihe 377 in der Mitte wurde jeweils an den Zugenden ein Artilleriewagen angehängt. Im März 1915 wurden diese beiden Panzerzüge an die Front geschickt. Um die Kampfkraft der älteren Panzerzüge zu erhöhen, erhielt der Panzerzug V. einen ähnlichen Artilleriewagen und die Panzerzüge I. und II. je einen improvisierten Artilleriewagen.

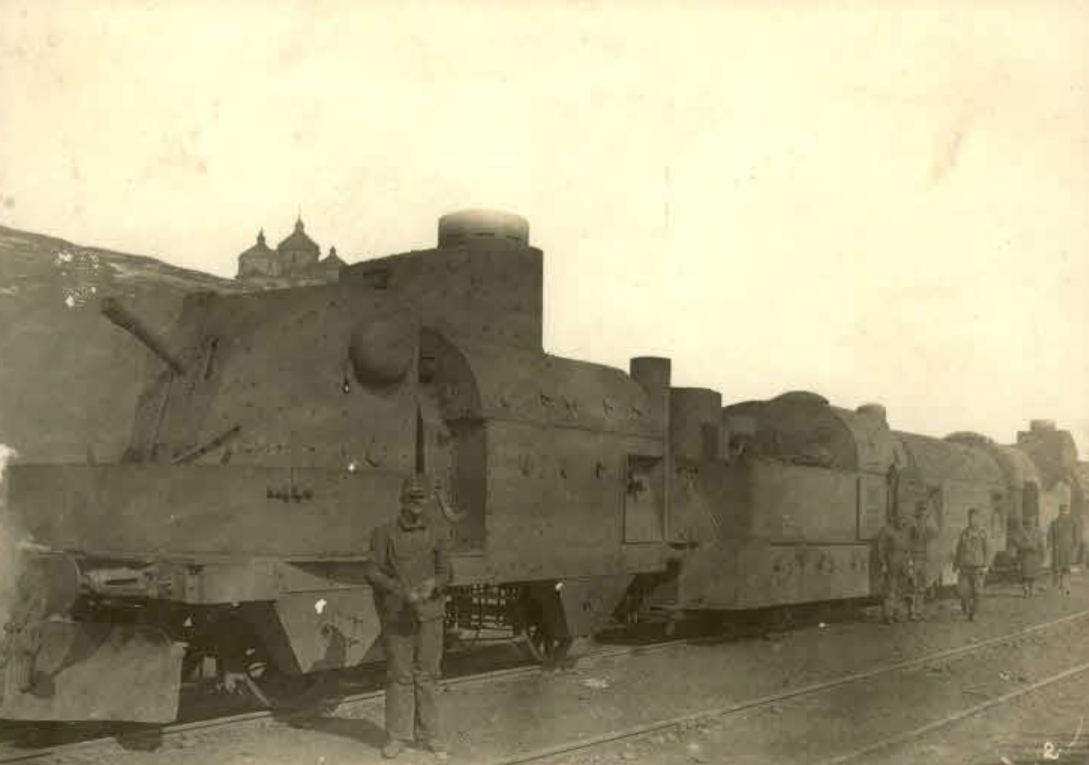
Panzerzug VII.
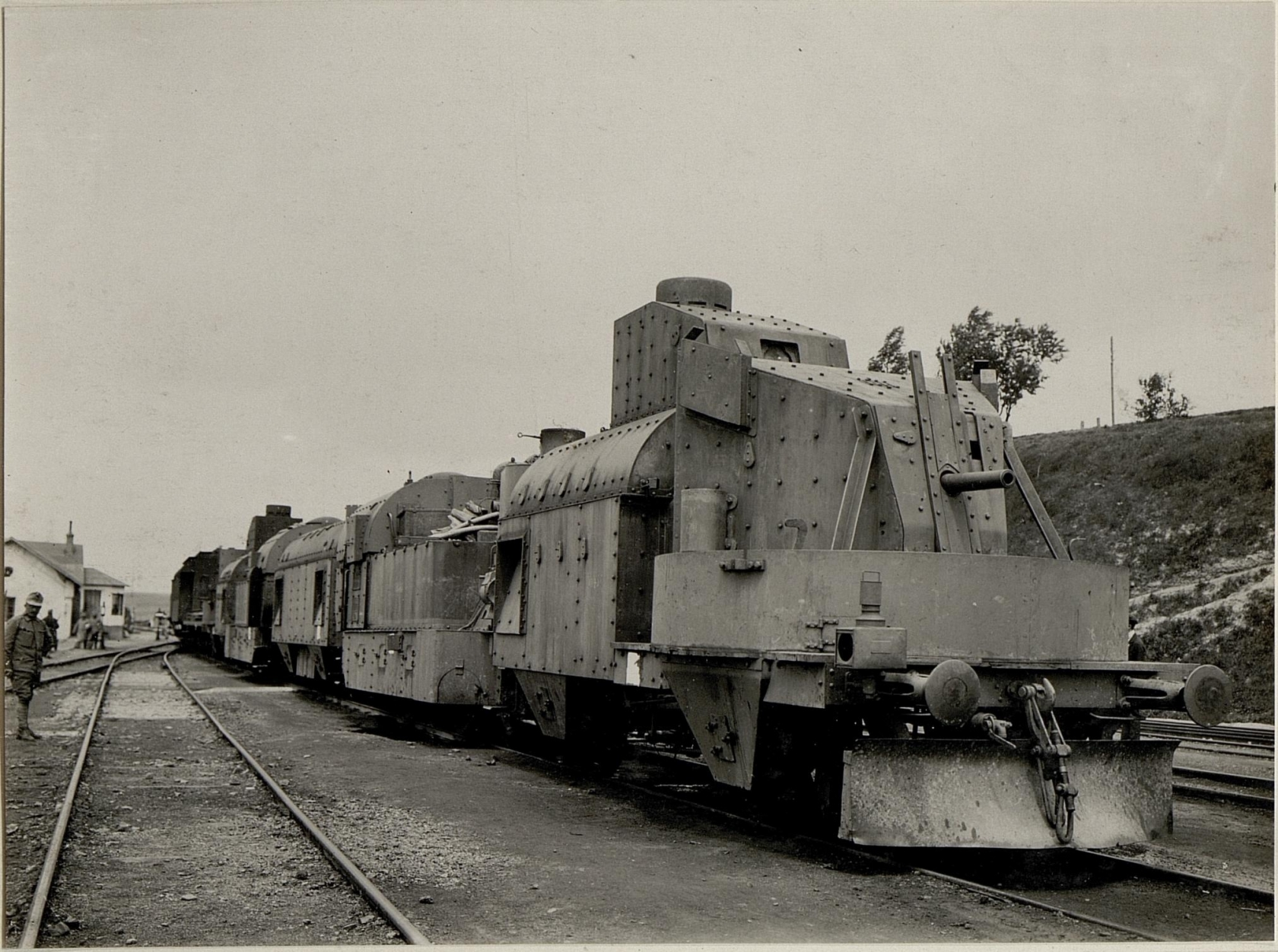
Panzerzug VIII.

Nach dem Kriegseintritt Italiens wurden zwei weitere Panzerzüge (IX. und X.) gebaut. Neben Panzerlokomotiven besaßen sie nur zwei Infanteriewagen anderer Bauart als die Maschinengewehrwagen der älteren Panzerzüge. Später erhielt der Panzerzug Schober die Nummer XI. und wartete mit allerlei Neuerungen auf. So wurde eine Dampflokomotive der Baureihe 97 mit einem zusätzlichen Tender genutzt. Weiterhin besaß er einen stromlinienförmigen Artilleriewagen mit einem Geschützturm in der Mitte. Dieser Wagen wurde mit einem Motor ausgestattet und konnte damit unabhängig vom Panzerzug eingesetzt werden. Der letzte Panzerzug (XII.) erhielt eine Dampflokomotive der Baureihe 229 mit ebenfalls einem zusätzlichen Tender und zwei Infanteriewagen. Neben diesen offiziellen Panzerzügen wurden noch weitere behelfsmäßige Panzerzüge eingesetzt.

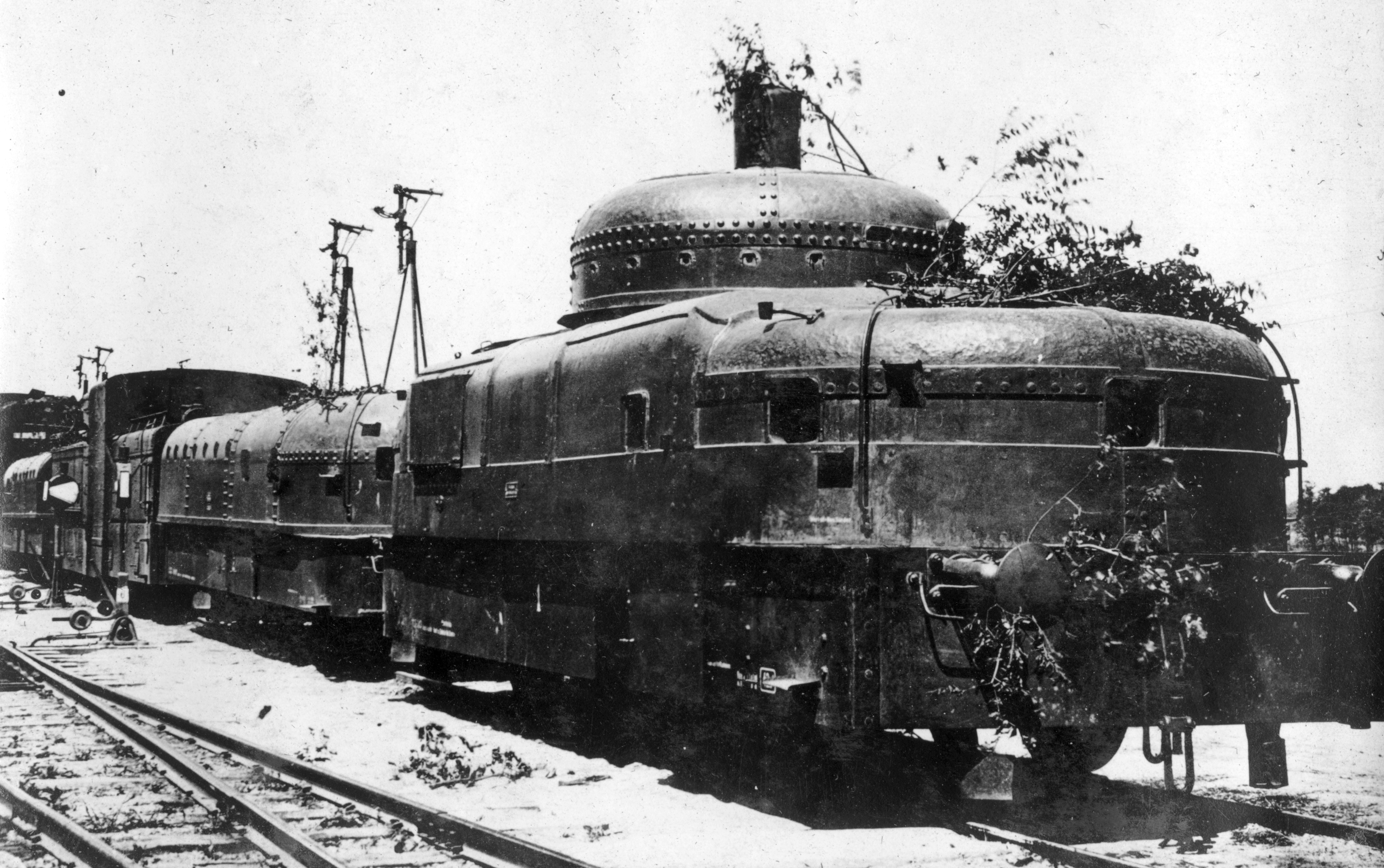
Panzerzug XI.
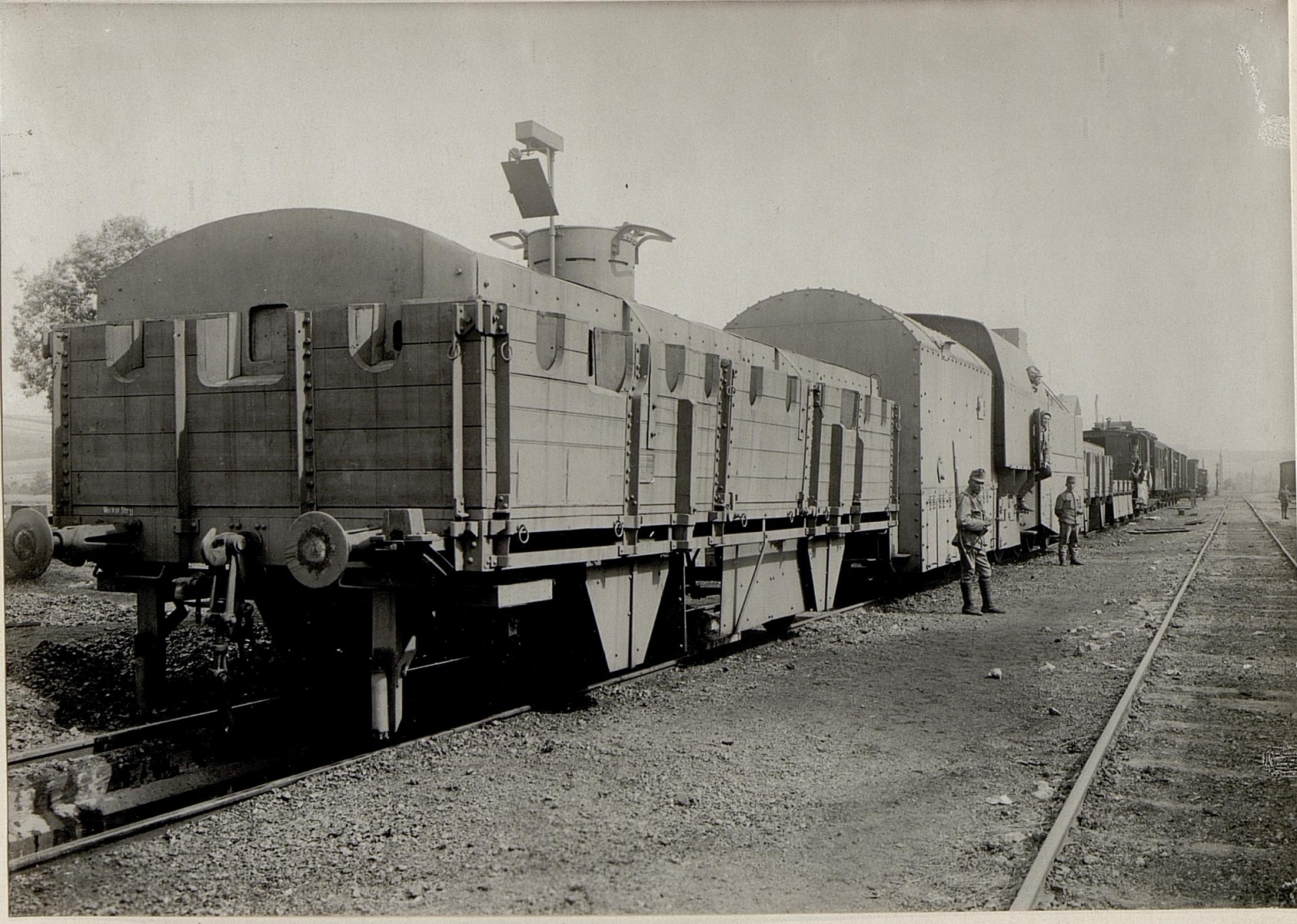
Panzerzug XII.

### Polen
Während des Polnisch-Ukrainischen Krieges von 1918 bis 1919 wurden von der polnischen Armee diverse, meist improvisierte Panzerzüge eingesetzt, unter anderem die Panzerzüge Gromobój und Piłsudczyk. Die polnische Armee setzte aufgrund der guten Erfahrungen im Polnisch-Sowjetischen Krieg auch in der Zwischenkriegszeit auf den Einsatz von Panzerzügen.
Während des Überfalls auf Polen 1939 war in der Festung Modlin, dem Hauptquartier der polnischen Armia Modlin (Modlin Armee) nach ihrem Rückzug von den Grenzbefestigungen, der polnische Panzerzug Śmierć stationiert. Die Festung wurde ab dem 13. September 1939 von der Wehrmacht belagert und kapitulierte am 29. September 1939.
Es existiert die moderne Sage, ein Panzerzug voller Schätze wäre 1945 in einem Stollen nahe der polnischen Stadt Wałbrzych (Waldenburg) versteckt worden.

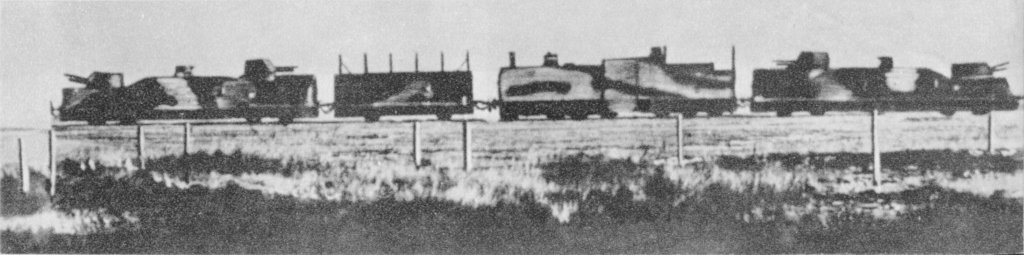
Panzerzug Danuta
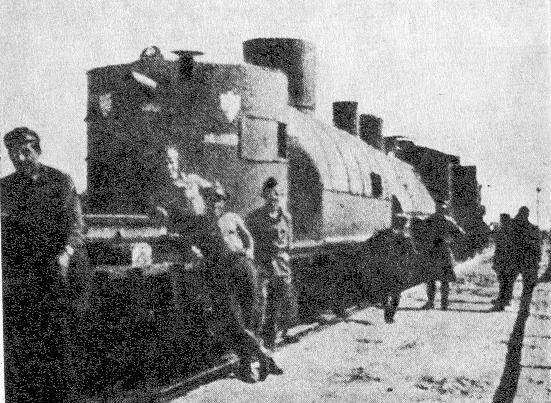
Panzerzug Hallerczyk
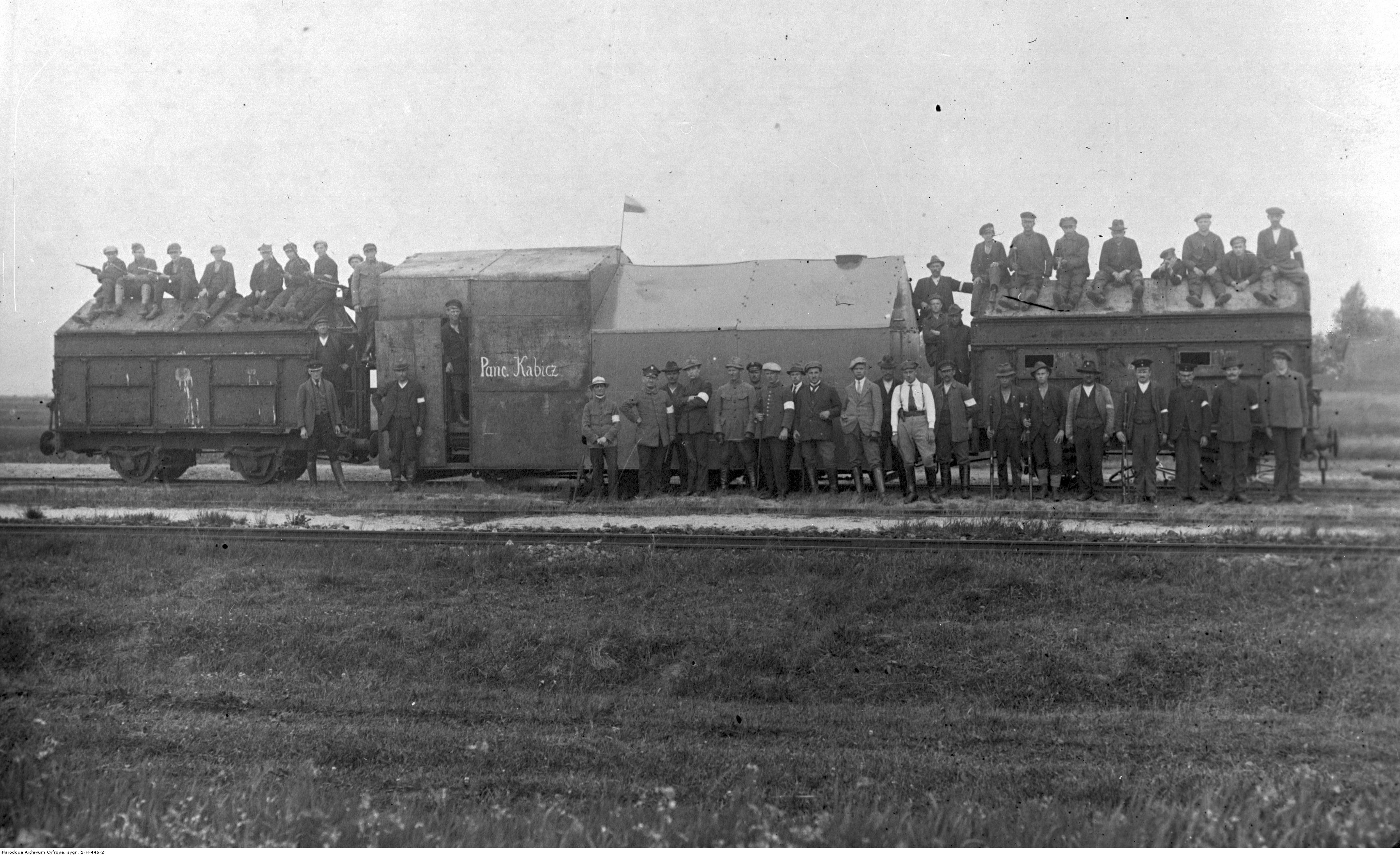
Kabicz
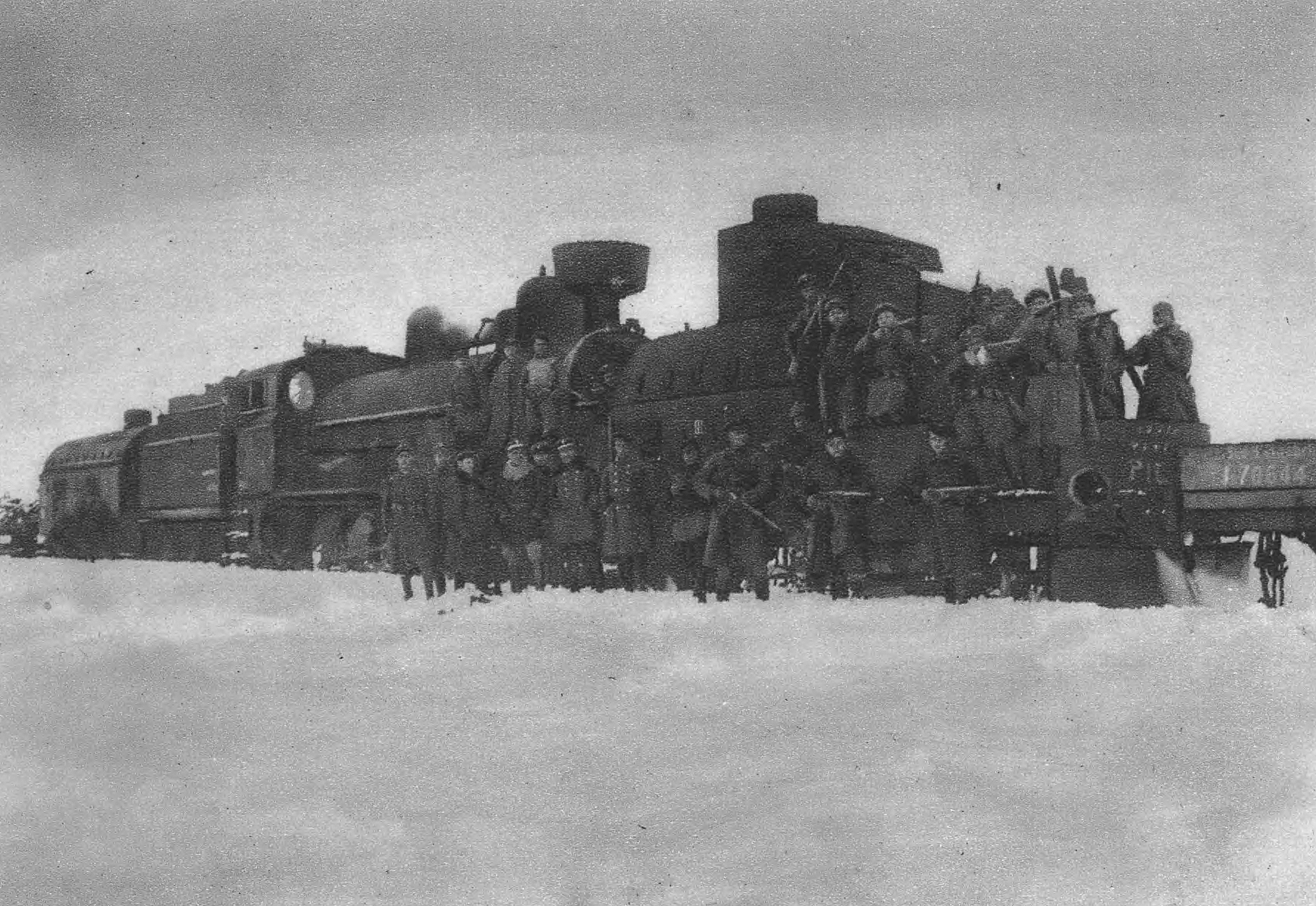
Panzerzug Piłsudczyk

### Russland / Sowjetunion
Der erste russische Panzerzug war der Panzerzug Anissimow und wurde während des Boxeraufstands in der Stadt Tianjin eingesetzt.
Die Jahre des Russischen Bürgerkrieges war die Zeit der weitverbreiteten Nutzung von Panzerzügen. Sie waren für alle kriegführenden Parteien im Einsatz, für die Bolschewiki, für die Weiße Armee, für die Ukrainer, für die Petljuristen, für die Polen und für ausländischen Interventionskräfte.
Insgesamt wurden vom Herbst 1917 bis Anfang 1922 auf den Eisenbahnstrecken aller Kriegsparteien im ehemaligen Russischen Kaiserreich nahezu 500 Panzerzüge eingesetzt. Diese unterschieden sich nahezu alle in ihrer Bauart, Bewaffnung und im Einsatz.
Aufgrund der Größe des Landes erstreckten sich die Kampfhandlungen über ein weites Gebiet. Die Aufgabe der Panzerzüge bestand darin, die entlang der Eisenbahnstrecken operierenden Truppen zu unterstützen.
Die Weiße Armee, die in den Außenbezirken Russlands entstand, verfügte zunächst weder über die Mittel noch über die geeigneten Unternehmen zur Herstellung eigener Panzerzüge. Daher wurden die ersten Panzerzüge der Weißen Armee aus gepanzerten Wagen zusammengestellt, die sie von den Bolschewiki erbeutet hatten.
Einer der ersten von Russland eingesetzten Panzerzüge, war der Panzerzug Chunchus. Er wurde 1915 als erster Standardpanzerzug von insgesamt vier gebaut und im September 1915 eingesetzt.
Viele, die noch zu Zeiten der Sowjetunion gebaut wurden, wurden in den Kämpfen in Tschetschenien, im Georgienkrieg 2008 und beim Überfall auf die Ukraine 2022 eingesetzt.

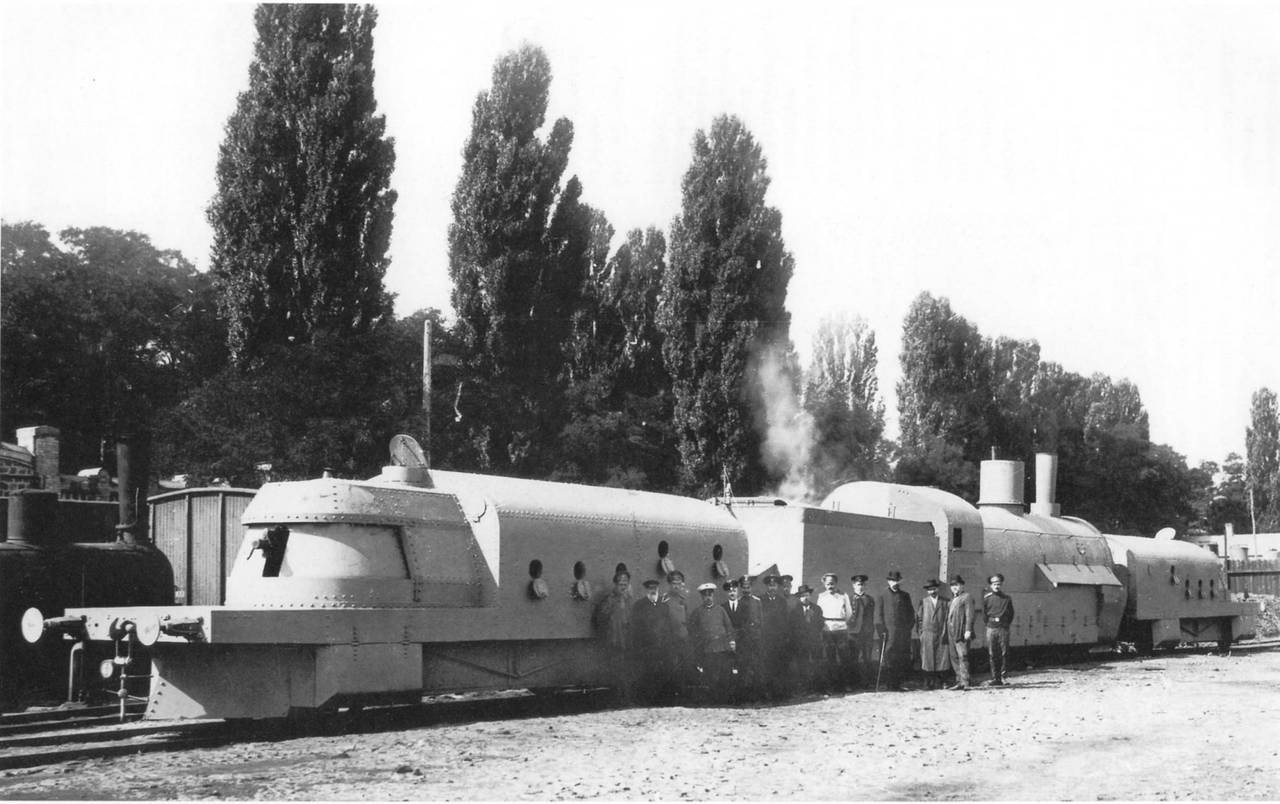
Panzerzug Chunchus

### Serbien
Während des Jugoslawienkrieges von 1991 bis 1995 nutzte die Armee der Republik Serbische Krajina den Panzerzug Kraiina ekspres.

### Tschechoslowakei
Während des Russischen Bürgerkrieges setzten die Tschechoslowakischen Legionen den improvisierten Panzerzug Orlík ein.
Während des Slowakischen Nationalaufstands zwischen August und Oktober 1944, setzte der slowakische Widerstand drei improvisierte Panzerzüge ein. Die waren der Panzerzug Štefánik, der Panzerzug Hurban und der Panzerzug Masaryk.

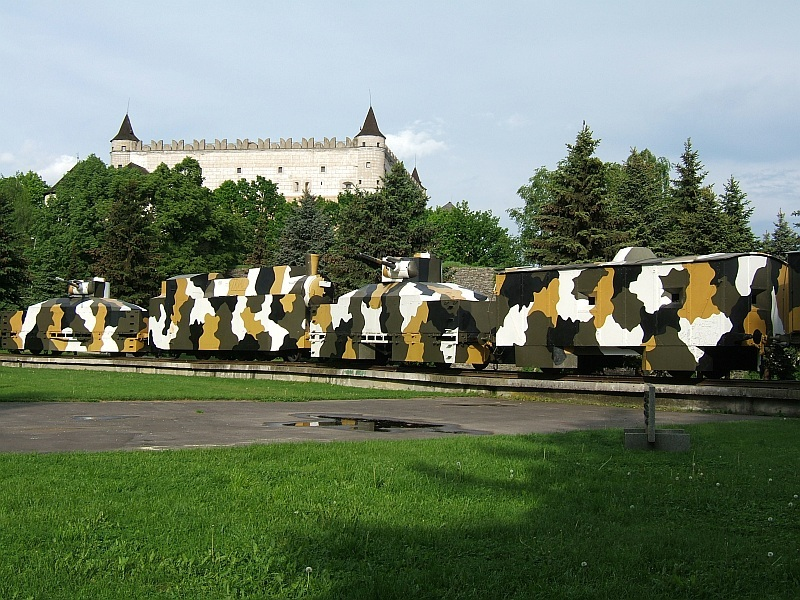
Panzerzug Hurban
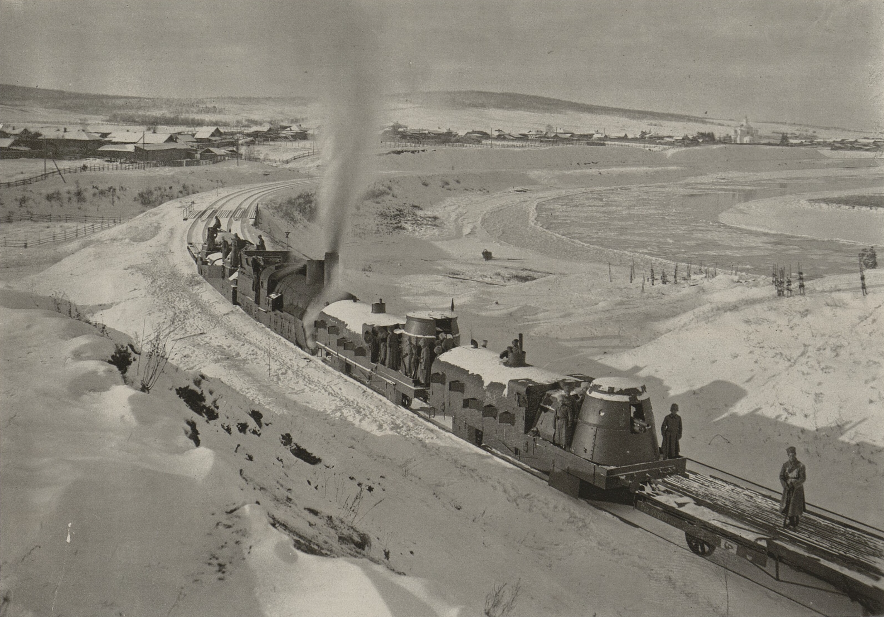
Panzerzug Orlik
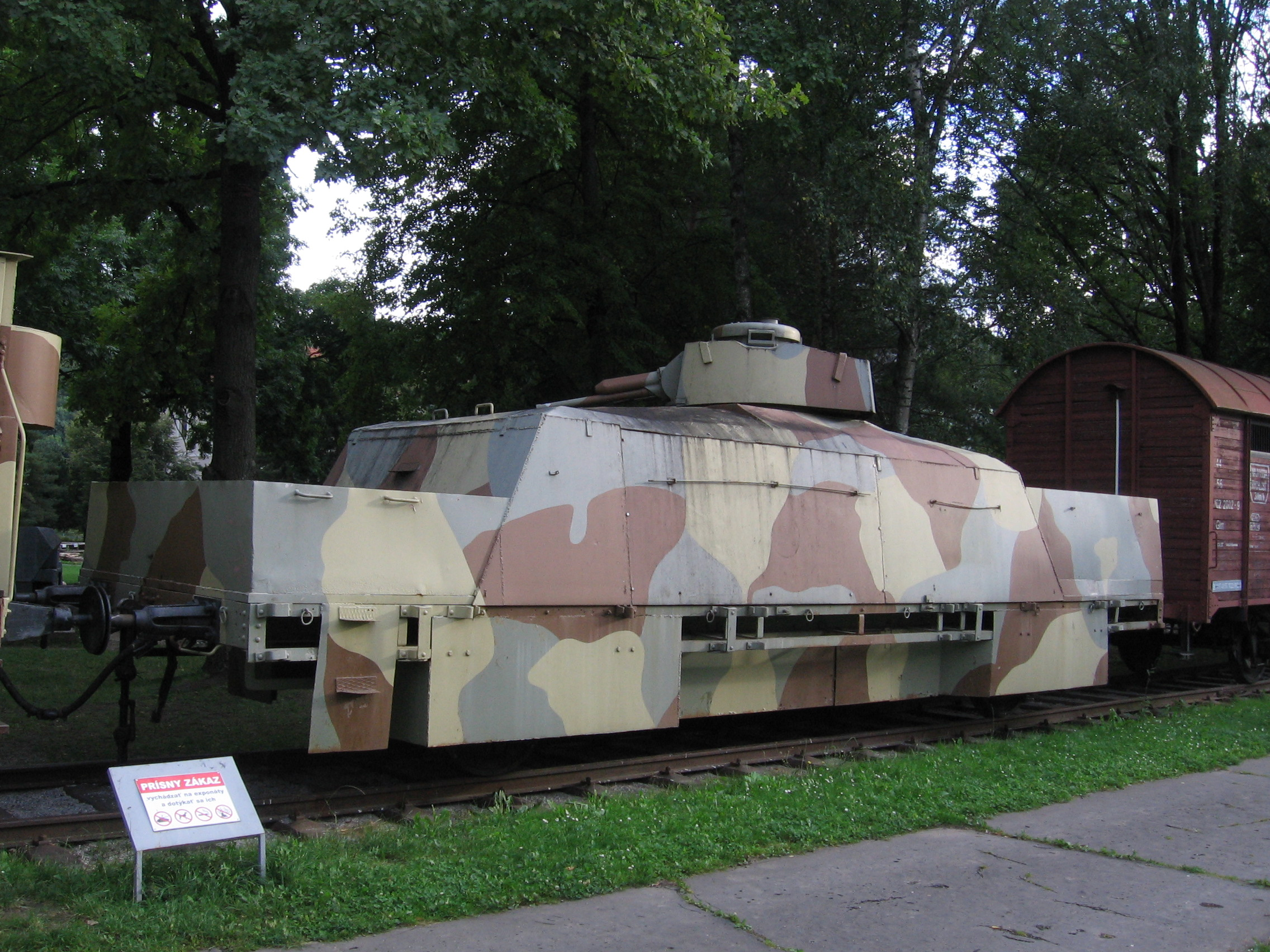
Panzerzug Štefánik

### Ukrainische Volksrepublik
Auch die Ukrainische Volksrepublik setzte Panzerzüge ein. Dies waren hauptsächlich erbeutete russische Panzerzüge, welche aber nie lange im Dienst waren. Darunter zählte auch der Panzerzug Sitschowyj Strilez.

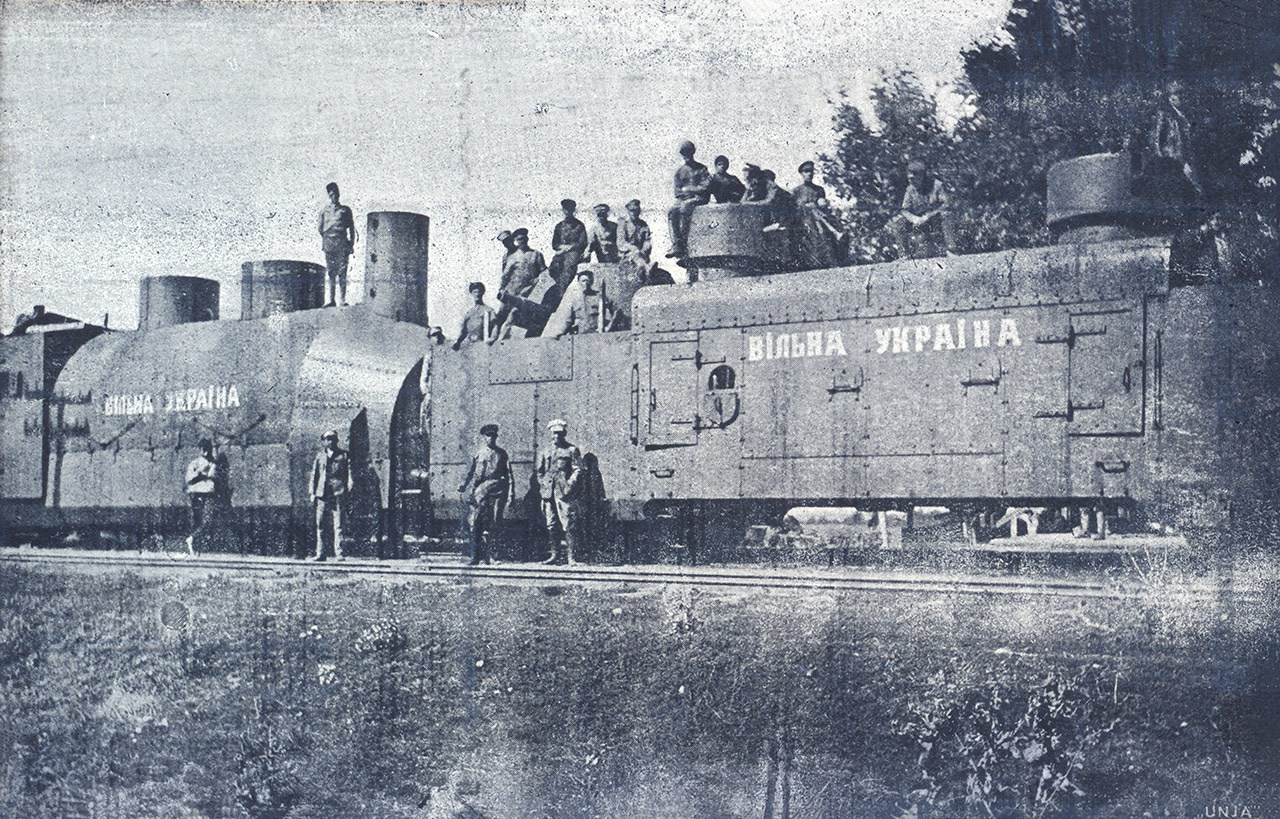
Panzerzug Wilna Ukrajina
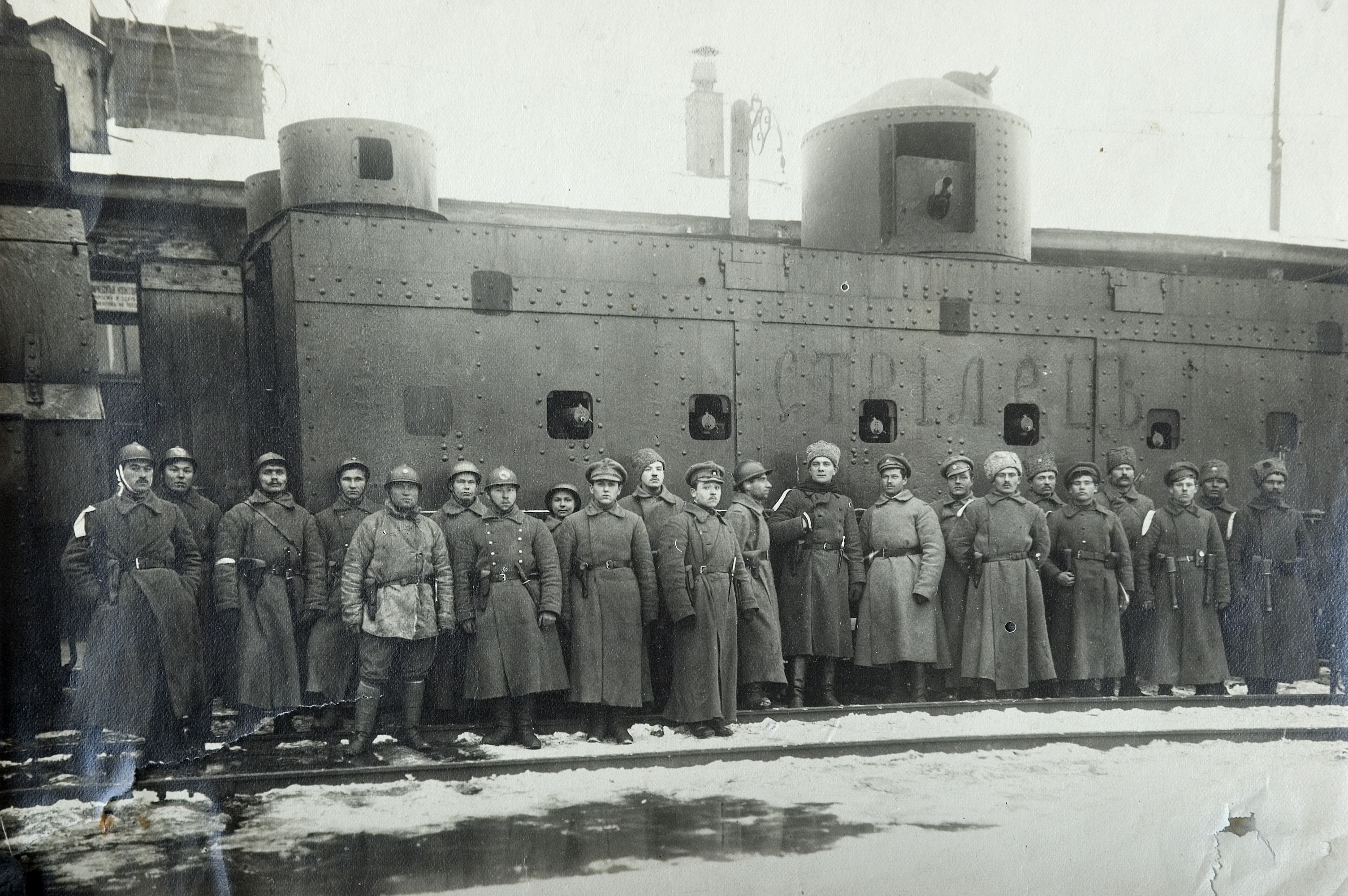
Panzerzug Sitschowyj Strilez

### USA und Sowjetunion
Eine Sonderform waren die von der Strategischen Raketentruppen der Sowjetunion benutzten Eisenbahnraketenkomplexe mit RT-23-Raketen – geschützte Transportzüge für Mittelstrecken- und Interkontinentalraketen mit Startplattform. Auch die USA entwickelte ein solches Projekt, das als Peacekeeper Rail Garrison bezeichnet wurde. Die Züge der USA wurden aber vor ihrer Fertigstellung aufgrund von Abrüstungsverträgen teilweise wieder verschrottet. Im Transportation Technology Center in Pueblo und im National Museum of the Air Force in Dayton (Ohio) ist je ein achtachsiger gedeckter Güterwagen erhalten, in dem sich die Raketen-Abschussrampe befunden hätte.

## Vor- und Nachteile der Panzerzüge

### Vorteile
Panzerzüge sind schnell und können dank ihrer Größe und Panzerung sicher große Truppen über weite und kurze Entfernungen transportieren. Außerdem benötigen Panzerzüge kein speziell geschultes Personal zum Betrieb, da der Unterschied zwischen der Steuerung von Panzerzügen und anderen Zügen gering ist und daher auf bereits ausgebildete Lokführer zurückgegriffen werden kann. Ein weiterer Vorteil ist, dass die Waggons an verschiedene Triebfahrzeuge angekuppelt werden können, wodurch diese neben Kraftstoff bei der Fortbewegung nicht von anderen Ressourcen abhängig sind. So können Panzerzüge mit einer Diesellok, Elektrolok oder Dampflok angetrieben werden.
Zusätzlich ist es möglich, genau die Anzahl oder Art der Waggons anzukoppeln, die in der jeweiligen Kriegsperiode benötigt werden. Ist die gegnerische Armee im Luftkampf überlegen, können beispielsweise verstärkt Flak- oder Raketenwaggons gekoppelt werden. Wird eine geringe Transportkapazität verlangt, kann der Zug verkürzt werden. Ein weiterer wichtiger Vorteil ist die Möglichkeit, verschiedene Waffensysteme einbauen oder entfernen zu können. Ein Panzerzug kann beispielsweise mit Raketen, Flakgeschützen, Maschinengewehren und leichten Geschützen bestückt werden.
Da sich auf der Eisenbahnstrecke keine Gebäude oder andersartige Fahrzeuge, sondern allenfalls einholbare Züge befinden, hat ein Panzerzug meistens freie Fahrt.
Wurden Panzerzüge bis zum Ersten Weltkrieg als Angriffsmittel auch direkt gegen Feindkräfte genutzt, dienten sie während des Zweiten Weltkriegs, in dem sie zum letzten Mal zum Einsatz kamen, nur noch zur Sicherung rückwärtiger Gebiete und des Eisenbahntransportwesens.

### Nachteile
Panzerzüge haben entscheidende Nachteile, weswegen sie seit Ende des Zweiten Weltkrieges militärisch nur noch selten eingesetzt werden. So sind die Panzerzüge vollständig von dem Gleissystem abhängig, welches leicht zerstört werden kann. Diese Abhängigkeit macht sie für den Einsatz heute an der Front ungeeignet. Außerdem besteht die Gefahr, dass der Zug entgleist, wodurch er nicht mehr vollständig oder im ungünstigsten Fall überhaupt nicht mehr weiterfahren kann und darüber hinaus die jeweilige Strecke blockiert. Wird der Zug beispielsweise wegen einer zu dicken Panzerung zu schwer, besteht die Gefahr, dass das Gleissystem den Zug nicht mehr trägt oder der Zug die Strecke schwer beschädigt. In weit entfernten Gebieten kann das Gleissystem eine andere Spurweite als die im Heimatland aufweisen, wodurch der Zug, wenn es überhaupt möglich ist, nur durch spezielle Vorrichtungen fahren kann.

## Trivia
Sehr detailliert wird ein Panzerzug, besonders auch sein Innenleben, in Michail Kalatosows Agitpropfilm Der Nagel im Stiefel (Gwosd w sapoge) von 1931 gezeigt. Weiterhin sind Panzerzüge zum Beispiel in den Spielfilmen Doktor Schiwago, James Bond – 007 – GoldenEye, Der Zug, dem 1999er Film Wild Wild West, Der Tag, der nicht stirbt, Indiana Jones und das Rad des Schicksals, im japanischen Animefilm Das Schloss im Himmel und in dem russischen Film Panzerzug nach Stalingrad zu sehen. Im Anime Kabaneri of the Iron Fortress dient ein Panzerzug den Figuren als Transportmittel und als Basis.
In Strategie- und Computerspielen werden Panzerzüge ebenfalls verwendet. Im Spiel Metro Exodus dient ein Panzerzug dem Spieler als Basis, im Strategiespiel Rush for Berlin taucht ein deutscher Panzerzug auf. In Call of Duty: WWII spielt man einen Einsatz, in dem man einen Panzerzug stoppen muss. In Battlefield 1 bekommt das unterlegene Team in manchen Spielmodi zur Unterstützung einen Panzerzug.